# Centro storico di Palermo
Il centro storico di Palermo è un'area che corrisponde all'antica estensione del capoluogo siciliano fino al XVIII secolo e che identifica, nell'attuale suddivisione amministrativa, la I Circoscrizione del territorio comunale.
È suddiviso in quattro quartieri storici detti mandamenti: Kalsa, Albergheria, Seralcadio e La Loggia. Suddetti quartieri corrispondono alle prime quattro Unità di Primo Livello di Palermo. 
Al suo interno ricade parte del percorso arabo-normanno, eletto patrimonio dell'umanità dall'UNESCO nel 2015. 

## Geografia fisica
La circoscrizione, estesa per circa 2,5 km², è situata nella zona centro-orientale della città. È delimitata:
- a est dalla linea di costa;
- a sud dalla via Lincoln;
- a ovest dalla cortina edilizia del Palazzo dei Normanni;
- a nord dalla via Cavour.

I quattro quartieri che compongono il centro storico palermitano si incrociano tutti presso i Quattro Canti (corrispondenti a piazza Vigliena), formando con le vie Maqueda e corso Vittorio Emanuele il cosiddetto Ottagono del Sole o Teatro del Sole. 
L'area è densamente edificata e gli spazi aperti adibiti a verde pubblico sono concentrati sulla costa. Grande rilevanza ha anche la via Roma, che taglia la circoscrizione quasi parallelamente alla via Maqueda. Lungo la fascia costiera è attraversata dalla circonvallazione marina, o via Francesco Crispi.

## Storia
La circoscrizione testimonia lo sviluppo di Palermo all'interno della sua cinta muraria, fondata con il primo insediamento fenicio-punico ed espansa nel corso della storia urbanistica della città. L'ampliamento del capoluogo oltre le mura e la determinazione di un nuovo centro amministrativo nella zona settentrionale hanno comportato la denominazione di "centro storico" nel periodo contemporaneo. 

### Età antica

#### Palermo punica
Tra il VII e il VI secolo a.C., i coloni Fenici provenienti da Tiro (nell'attuale Libano) fondarono il nucleo originario di Palermo su un piccolo promontorio roccioso - non presente in epoca attuale, dove al suo posto si trovano la cattedrale cittadina e Villa Bonanno - prospiciente il mare e delimitato dai fiumi Papireto e Kemonia. Tale area, circondata dalla pianura della Conca d'Oro e già sfruttata a partire dal III millennio a.C. circa come base d'appoggio ed emporio commerciale da Sicani, Elimi e Greci, risultava ottimale per lo stabilimento di una comunità sedentaria poiché particolarmente fertile, dotata di un ampio approdo naturale per le imbarcazioni e sita in un luogo che ben si prestava alla difesa. Fondamentale rilevanza venne assunta sin dal principio dalle mura edificate attorno alla città, il cui sviluppo assecondò il corso dei due fiumi che circondavano il centro abitato, creando un fossato naturale che migliorò ulteriormente la sicurezza militare del luogo. 
Intorno al V secolo a.C. la città venne ingrandita verso est con la costituzione della neapolis (o "città nuova"), estesa fino alla costa, in corrispondenza del porto. Il nuovo nucleo si espanse velocemente, superando in dimensioni la paleapolis e divenendo sede di mercati, attività artigianali e commerciali. Le testimonianze storiche di Polibio e Diodoro Siculo suggeriscono che la città antica e la città nuova fossero a loro volta divise da una linea muraria, con la prima posta su un piano più elevato rispetto alla seconda.
Del primo insediamento fenicio-punico si conservano oggi alcune tracce, concentrate per lo più nella porzione occidentale del vecchio perimetro, dove è presente la necropoli punica di Palermo.

#### L'egemonia romana
Il periodo di dominazione romana venne caratterizzato da un elevato e diffuso benessere, favorito dal ruolo di spicco dell'economia locale all'interno della provincia. Sebbene la città non subì opere di ampliamento rispetto ai confini murari già presenti, a tale spaccato storico risale il complesso monumentale di residenze patrizie edificate nella zona corrispondente all'attuale Piazza della Vittoria. 

### Età medievale

#### Il periodo paleocristiano e bizantino
Nel contesto delle invasioni germaniche, Panormus venne conquistata nel 445 dai Vandali guidati dal re Genserico, per poi passare sotto il dominio di Odoacre e infine di Teodorico il Grande, sovrano degli Ostrogoti.
Il periodo erulo-ostrogoto terminò nel 535, quando le flotte bizantine guidate dal generale Belisario espugnarono la città per annetterla all'Impero Romano d'Oriente. In seguito Palermo divenne la capitale di Sikelia, uno dei themata o reggimenti in cui venne organizzato il territorio imperiale sotto Eraclio I. 

#### La dominazione islamica
Nel IX secolo avvenne la conquista islamica della Sicilia: durante il dominio arabo, il centro palermitano fu il principale emirato in Occidente e raggiunse un alto livello di splendore e prosperità, qualificandosi come il polo commerciale più redditizio di quelli posti a cavallo tra le terre orientali, africane e occidentali. L'abitato si ampliò in modo notevole e nel perimetro dell'attuale centro storico sorsero: la Kalsa, cittadella fortificata che ospitò i palazzi del potere degli emiri e gli edifici della classe dominante dei Fatimidi; e i mercati i mercati di Ballarò, della Vucciria e del Capo, ancora presenti e rappresentativi dell'impatto della cultura araba sulla tradizione siciliana. Il periodo in questione non lasciò tuttavia tracce architettoniche rilevanti, in primo luogo poiché un cospicuo numero di moschee vennero distrutte durante i regni di Ruggero II e Federico II di Svevia, rispettivamente nell'XI e XIII secolo, per far posto a chiese, il cui stile risentì ad ogni modo di quello precedente. Inoltre, i conquistatori islamici precedenti all'1000|anno 1000 furono principalmente portatori di nuove tecniche agricole e di conoscenze pratiche, come quelle basate sull'irrigazione, ma non si dedicarono con intensità allo sviluppo architettonico e all'istituzione di nuovi monumenti. 

#### Il periodo normanno

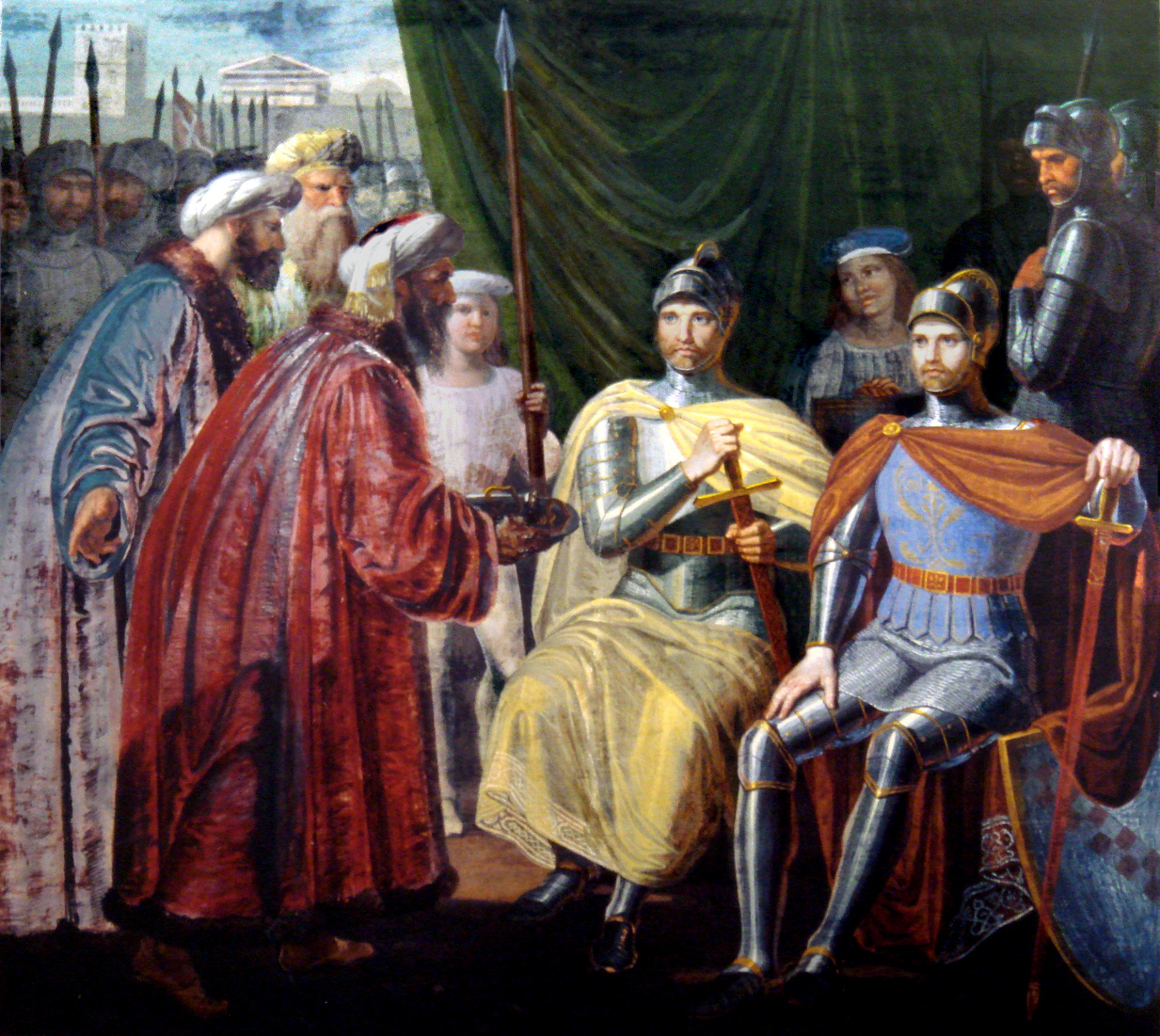
La consegna di Palermo da parte dei musulmani (particolare)

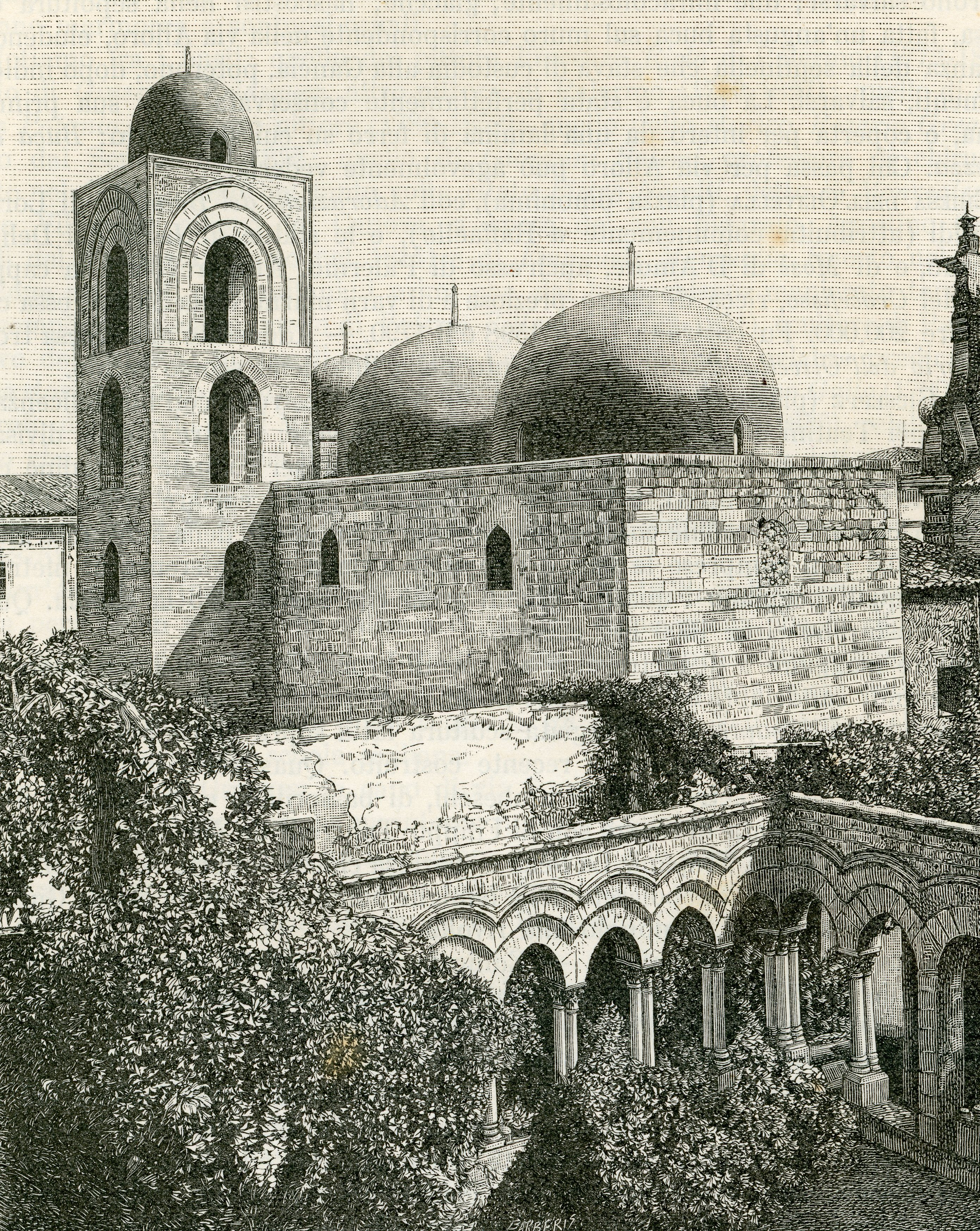
Chiesa di San Giovanni degli Eremiti, xilografia del XIX secolo

I Normanni conquistarono la città nel 1072 e nel 1130 vi instaurarono la corte del Regno di Sicilia, che riunì sotto un'unica corona tutti i territori presi nel Meridione d'Italia, di cui Palermo fu eletta capitale. Nel corso di tale fase - che rappresentò un'epoca di relativa pace, forte stabilità e tolleranza nei confronti dei diversi popoli che risiedevano in Sicilia - il capoluogo trascorse il periodo di massimo lustro e costituì un laboratorio politico e artistico di assoluto rilievo storico: con l'incoronazione di Ruggero II venne istituito il Parlamento siciliano, considerato uno dei più antichi al mondo; altresì, il sistema feudale fortemente centralizzato che venne concepito dalla monarchia normanna diede origine alla prima forma di Stato moderno nella storia occidentale, costituendo un modello inedito e in tendenza opposta rispetto al resto del panorama europeo, dominato al contrario da una moltiplicazione dei centri di potere.

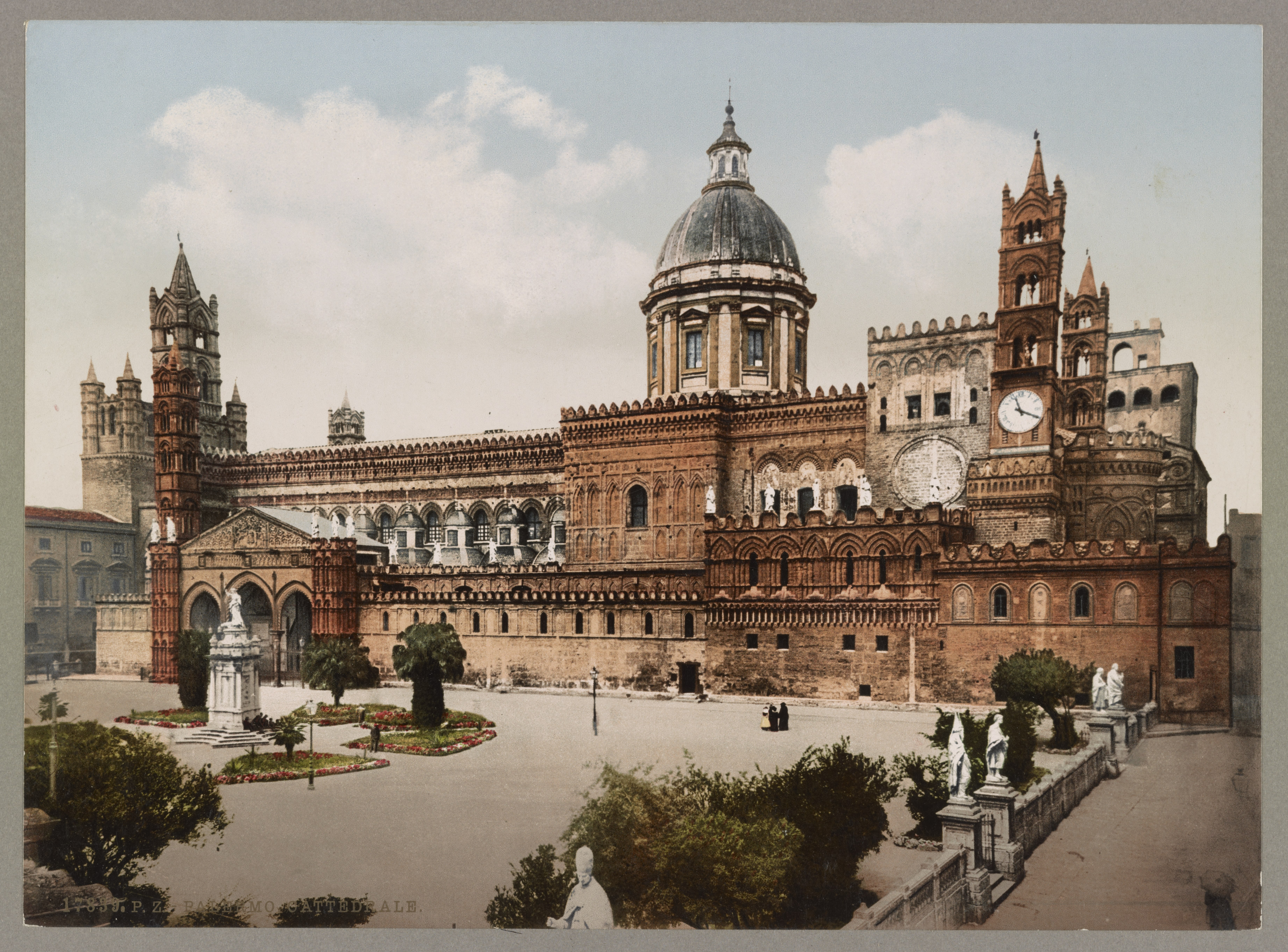
La cattedrale di Palermo

Il clima di commistione socio-culturale favorito dal governo illuminato dei sovrani norreni diede vita al sincretismo stilistico caratterizzante l'arte della Sicilia normanna, che rielaborò in modo originale le culture delle principali civiltà euro-mediterranee del Medioevo: bizantina, islamica e romanica in maggior misura, ma che assorbì anche elementi della tradizione greca, latina ed ebraica. 

### Età moderna

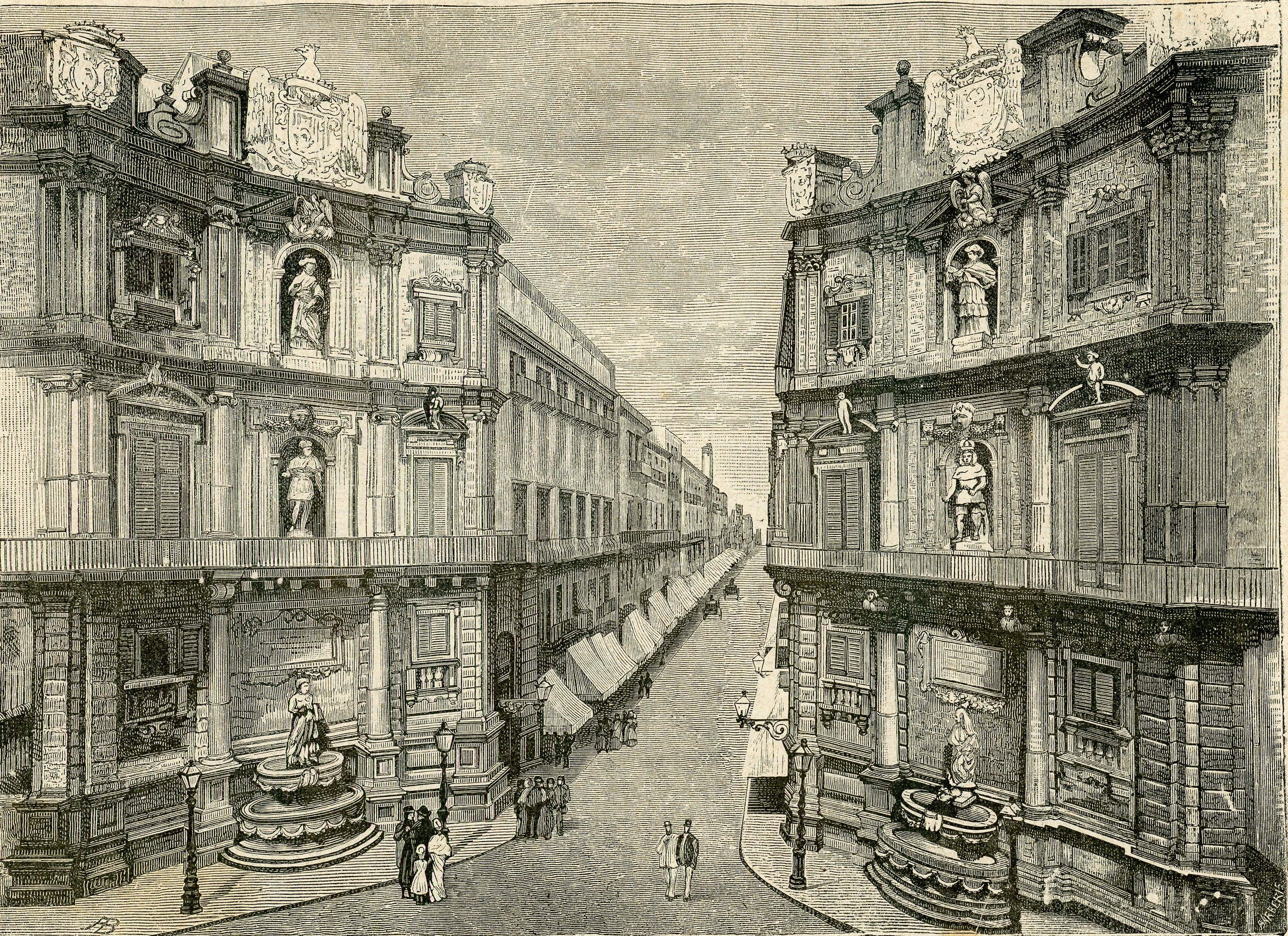
Quattro Canti o Piazza Vigliena

Sotto il dominio spagnolo, la planimetria di Palermo - divenuta sede del vicereame - subì importanti cambiamenti e si ebbe un sostanziale riassetto urbanistico del centro abitato. 
L'idrografia dei fiumi venne modificata con l'incanalamento sottoterra del Papireto e la deviazione del Kemonia verso l'Oreto. 
Alla fine del XVI secolo, le opere di rettifica e allungamento del Cassaro (corso Vittorio Emanuele) da una parte e il tracciamento della via Maqueda dall'altra consolidarono la suddivisione dell'attuale centro storico di Palermo in quattro quartieri o mandamenti, i cui nomi derivano rispettivamente dagli edifici più rappresentativi: 
- Castellammare (o La Loggia)
- Tribunali (o Kalsa)
- Palazzo Reale (o Albergheria)
- Monte di Pietà (o Seralcadio)

In linea con i canoni del manierismo, l'incrocio ad angolo retto tra le due strade riformulò l'organizzazione della città secondo un disegno unitario basato sulla simbologia cruciforme, che declinò altresì gli ideali di società gerarchica comuni al tempo. La piazza ottagonale formata da tale incrocio e nota come "Quattro Canti" venne ultimata nel 1620 e divenne in breve tempo il nuovo salotto culturale della città. Lungo la via Maqueda, inizialmente chiamata Strada Nuova, proliferarono i palazzi nobiliari e gli edifici religiosi nello stile del Barocco. 

### Età contemporanea

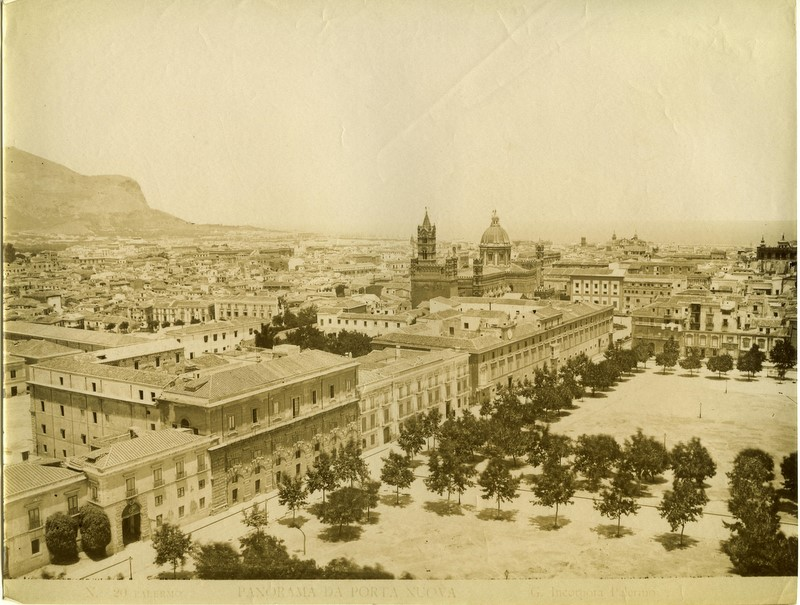
Centro storico di Palermo da Porta Nuova in una fotografia ottocentesca

#### Il regno borbonico
Sotto l'amministrazione borbonica il Palazzo Reale subì ulteriori rimaneggiamenti per volere di Ferdinando IV, che nel 1790 fece elevare un osservatorio astronomico sulla Torre Pisana, attivo tutt'oggi e specializzato negli studi di astrofisica; e ancora tra il 1798 e il 1820, quando la sede della corte venne trasferita a Palermo in seguito alla sconfitta subita nella guerra della prima coalizione e all'occupazione di Napoli da parte delle truppe rivoluzionarie francesi. 
Il 12 gennaio 1848 a Palermo ebbe inizio la rivoluzione siciliana contro i Borbone, al fine di ripristinare nell'intera isola un governo autonomo e indipendente dalla corona napoletana. Il moto palermitano fu il primo a manifestarsi nel continente europeo in tale anno ed ebbe una notevole risonanza, portando numerose città a seguirne l'esempio: poco tempo dopo si ribellarono in nome dell'autodeterminazione dei popoli anche i cittadini di Napoli, Parigi, Milano e Berlino. In ragione di ciò è considerato l'evento che diede vita alla primavera dei popoli. In memoria degli ideali rivoluzionari e dei combattimenti susseguitisi tra gli insorti e i soldati della monarchia, piazza Fieravecchia nel centro storico di Palermo - dove venne instaurato il comitato dei ribelli capeggiato da Rosolino Pilo e Giuseppe La Masa - venne rinominata "piazza Rivoluzione". 

#### L'Unità d'Italia

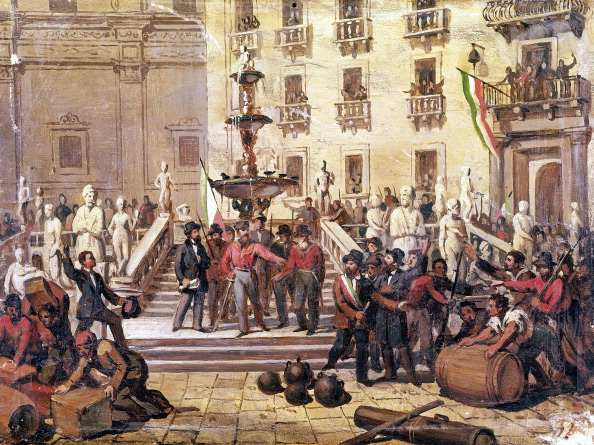
Garibaldi a Piazza Pretoria, durante la battaglia di Palermo

Nel corso degli eventi della spedizione dei Mille, il centro storico fu teatro, tra il 27 e il 30 maggio 1860, dell'insurrezione di Palermo, in cui le compagnie di garibaldini si scontrarono con l'esercito borbonico per il controllo della città. Le forze guidate dal condottiero Giuseppe Garibaldi entrarono nel capoluogo facendo breccia su Porta Termini e, supportate da gran parte della cittadinanza, iniziarono a combattere strada per strada al fine di sottrarre territorio alle truppe regie. Queste ultime, sprovviste di un chiaro piano d'azione e costrette ad un progressivo arretramento, iniziarono a perpetrare violenze e saccheggi come atto di ritorsione nei confronti del popolo. Al termine della depredazione compiuta a Porta di Castro, il quartiere a sud del Palazzo Reale venne dato alle fiamme. 
I bombardamenti indiscriminati che le postazioni d'artiglieria e la flotta borbonica eseguirono sulla città non riuscirono ad arrestare l'avanzata dei garibaldini e degli insorti, uscenti vincitori dalla battaglia dopo la tregua stipulata il 30 maggio, ma causarono lo scoppio di oltre trenta incendi nella zona dell'attuale centro storico e l'inflizione di ingenti danni ai bastioni murari.

#### Dalla Seconda Guerra Mondiale a oggi

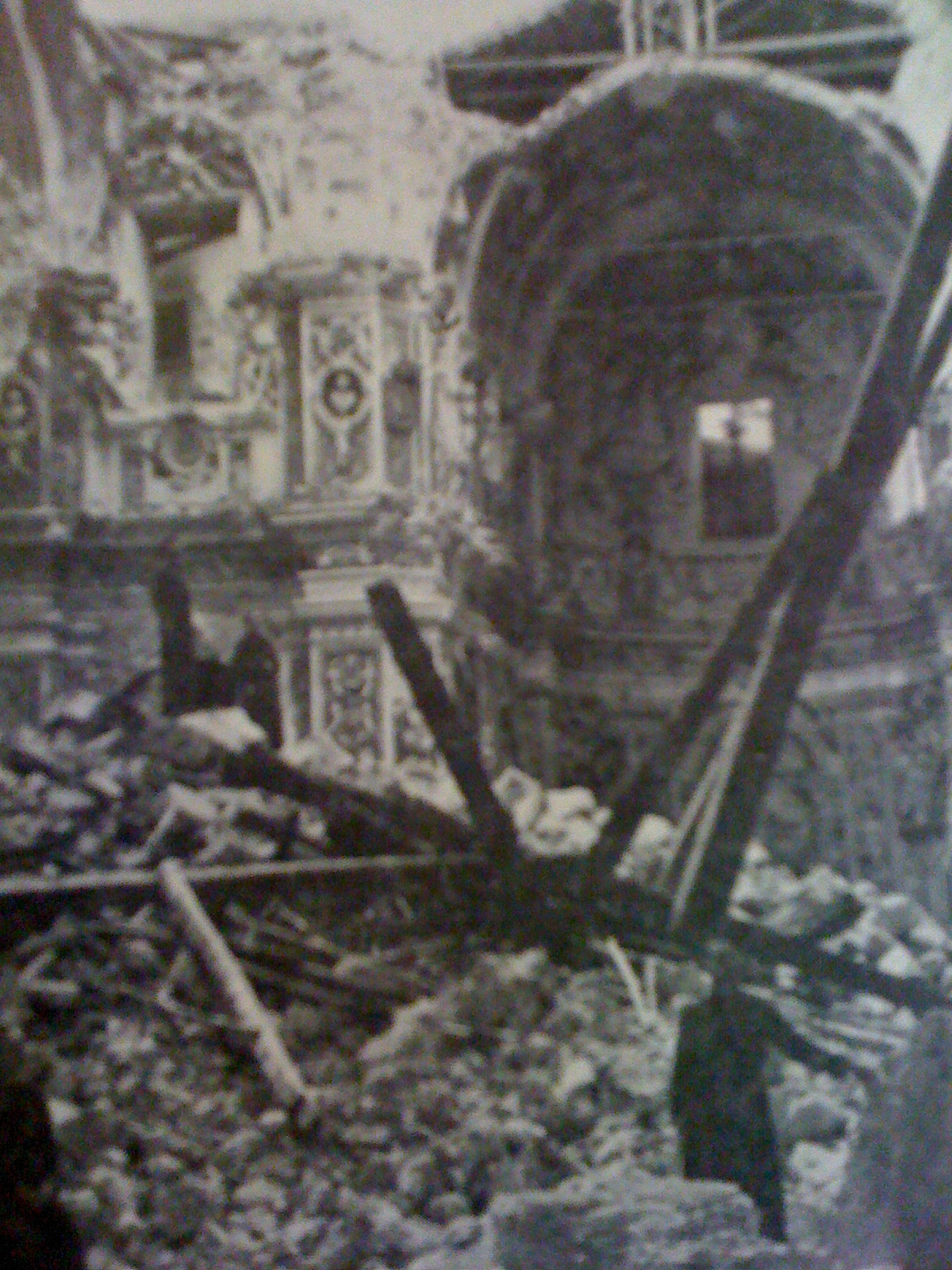
Casa Professa bombardata durante la seconda guerra mondiale

I bombardamenti di Palermo nella seconda guerra mondiale distrussero una parte significativa del centro storico, con il maggior numero di danni localizzato nelle aree contigue ai mandamenti di Castellammare e Tribunali: il capoluogo siciliano fu la prima città d'Italia a subire gli effetti della strategia di raid a tappeto che le forze alleate adottarono dalla primavera del 1943, al fine di annientare le difese militari e, al tempo stesso, di generare terrore nella popolazione, inducendola a fare pressioni per la resa. Il tasso di devastazione raggiunse dimensioni tali che, all'indomani degli assalti aerei del 9 maggio 1943 (durante i quali vennero sganciati circa 4.000 ordigni, sui circa 10.000 lanciati sul territorio nell'intero periodo bellico), la città venne riconosciuta dal governo fascista come "grande mutilata". All'ingresso delle truppe statunitensi a Palermo, nel corso dell'operazione Husky per la conquista della Sicilia nel luglio dello stesso anno, il tessuto urbano del centro storico appariva quasi del tutto demolito e la viabilità compromessa dall'enorme mole di detriti, ragione per cui l'amministrazione provvisoria del governo militare alleato dei territori occupati decise di riversare le macerie dei crolli sulla riva del Foro Umberto I, tra la Cala e Sant'Erasmo, alterando tale sezione di costa palermitana in via definitiva. 
Lo stato di profonda compromissione in cui riversava la parte antica della città al termine del conflitto fu causa, nel secondo dopoguerra, del suo incisivo spopolamento in favore di aree periferiche, dove tra gli anni 1950 e  1960 sorsero una moltitudine di nuovi quartieri in buona parte legati al contesto speculativo del sacco di Palermo. Nonostante fossero stati concepiti dei piani specifici per il risanamento della Palermo vecchia a partire dal 1947, ampi brani del tessuto edilizio rimasero gravemente danneggiati fino agli anni 1990 a causa del forte disinteresse dell'amministrazione pubblica e della mancanza di investimenti adeguati. Nei decenni in questione il centro storico attraversò una fase di profondo declino, venendo percepito come una delle zone meno sicure dell'intera area metropolitana e registrando, dal 1951 al 1991, l'esodo di circa 90.000 abitanti verso i nuclei residenziali di più recente costruzione. 
Nel 1988, durante la primavera di Palermo, ebbe inizio il processo di rinascita dell'area con la redazione di un piano particolareggiato esecutivo (PPE), poi approvato dalla Regione Siciliana nel 1993, atto a porre un rimedio definitivo al degrado monumentale in cui continuavano a riversare diversi nuclei del centro storico. Il consenso alla nuova pianificazione territoriale e il crescente interesse per la zona furono uno degli effetti del clima di rinnovamento politico che investì il capoluogo siciliano in risposta alla strage di Capaci del 1992, a cui seguì l'obiettivo di far tornare Palermo una capitale culturale e debellare lo stereotipo di città legata a vicende criminose.

## Monumenti e luoghi d'interesse

### Architetture religiose

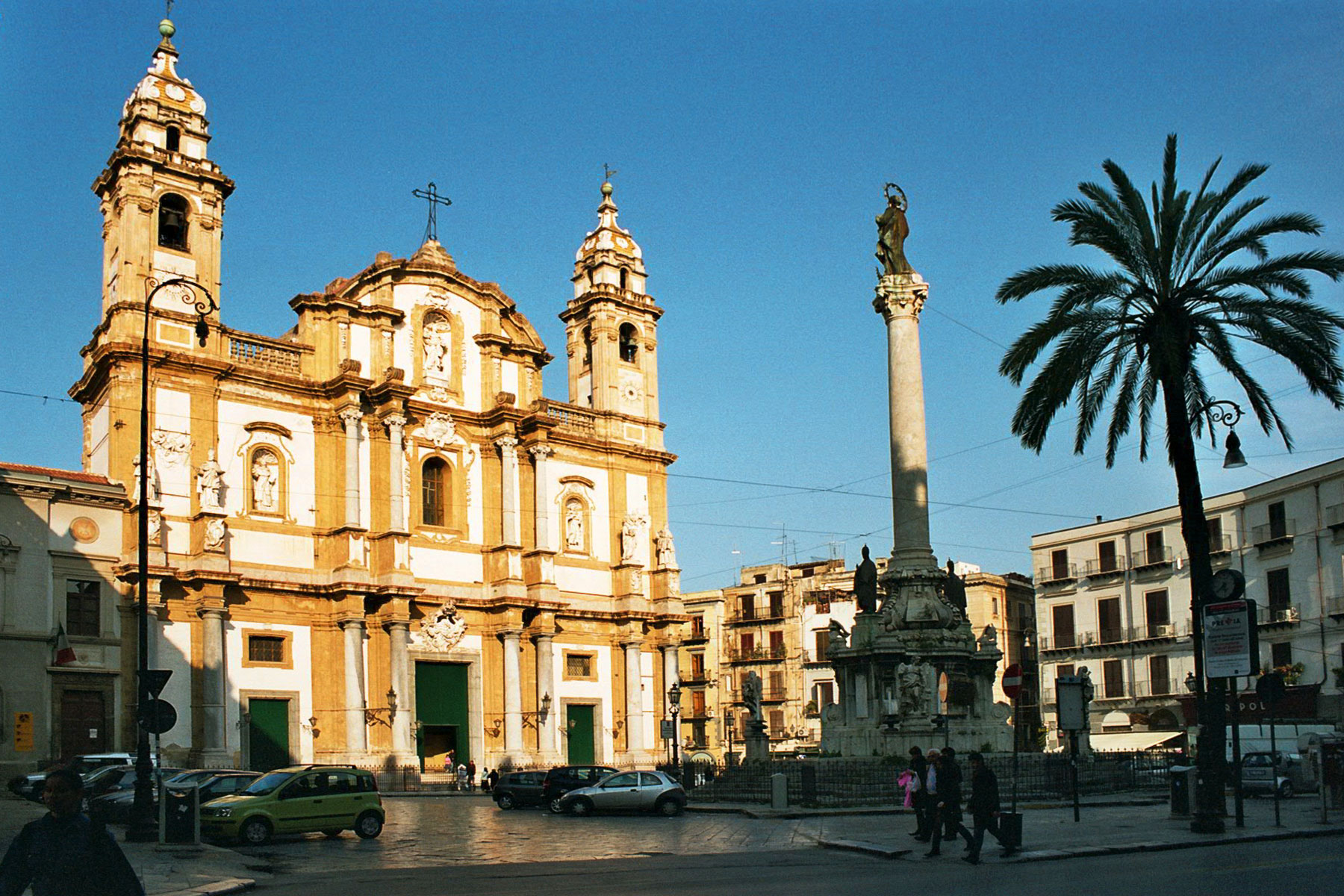
Chiesa di San Domenico

Le chiese di Santa Maria dell'Ammiraglio e di San Cataldo a piazza Bellini

- Basilica della Santissima Trinità del Cancelliere (o basilica La Magione)
- Cattedrale di Palermo
- Cappella Palatina
- Chiesa dell'Angelo Custode
- Chiesa dell'Assunta
- Chiesa del Carmine Maggiore
- Chiesa del Gesù (o Casa Professa)
- Chiesa dell'Immacolata Concezione al Capo
- Chiesa della Madonna del Soccorso
- Chiesa della Sacra Famiglia
- Chiesa di Sant'Agata alla Guilla
- Chiesa di Sant'Agata la Pedata
- Chiesa di S. Agostino
- Chiesa di Sant'Alessandro dei Carbonai
- Chiesa di Sant'Andrea degli Amalfitani
- Chiesa di S. Anna la Misericordia
- Chiesa di Sant'Antonio Abate
- Cappella della Soledad
- Chiesa di San Carlo dei Milanesi
- Chiesa di S. Cataldo
- Chiesa di S. Domenico
- Chiesa dei Santi Euno e Giuliano
- Chiesa di S. Francesco d'Assisi
- Chiesa di S. Francesco Saverio
- Chiesa di San Giacomo dei Militari
- Chiesa di San Gioacchino
- Chiesa di S. Giorgio dei Genovesi
- Chiesa di San Giovanni alla Guilla
- Chiesa di San Giovanni degli Eremiti
- Chiesa di San Giovanni dell'Origlione
- Chiesa di San Giovanni dei Napoletani
- Chiesa di San Giorgio in Kemonia
- Chiesa di San Giuseppe dei Teatini
- Chiesa di San Gregorio
- Chiesa di San Matteo
- Chiesa di San Mattia
- Chiesa di San Michele Arcangelo
- Chiesa di San Nicolò all'Albergheria
- Chiesa di San Nicolò al Borgo
- Chiesa di San Nicola da Tolentino
- Chiesa di San Pietro
- Chiesa di San Vito
- Chiesa di Sant'Agata la Pedata
- Chiesa di Santa Caterina
- Chiesa di Santa Cita
- Chiesa di Santa Cristina la Vetere
- Chiesa di Santa Chiara
- Chiesa di Sant'Elena e Costantino
- Chiesa di Sant'Eulalia dei Catalani
- Chiesa di Sant'Ignazio all'Olivella
- Chiesa di Sant'Ippolito
- Chiesa di Sant'Isidoro all'Albergheria
- Chiesa di Sant'Onofrio
- Chiesa di Sant'Orsola
- Chiesa di Santa Maria degli Agonizzanti
- Chiesa di Santa Maria dell'Itria
- Chiesa di Santa Maria dell'Itria alla Kalsa
- Chiesa di Santa Maria della Catena
- Chiesa di Santa Maria dell'Ammiraglio (o Chiesa della Martorana)
- Chiesa di Santa Maria dei Miracoli
- Chiesa di Santa Maria della Mercede
- Chiesa di Santa Maria della Pietà
- Chiesa di Santa Maria dello Spasimo
- Chiesa di Santa Maria del Piliere
- Chiesa di Santa Maria La Nova
- Chiesa di Santa Maria di Monte Oliveto
- Chiesa di Santa Maria Maddalena
- Chiesa di Santa Maria di Portosalvo
- Chiesa di Santa Ninfa dei Crociferi
- Chiesa di Santa Sofia dei Tavernieri
- Chiesa di San Sebastiano
- Chiesa di San Stanislao Kostka
- Chiesa di Santa Teresa alla Kalsa
- Chiesa dei Santissimi Quaranta Martiri Pisani
- Chiesa dei Santi Quattro Coronati
- Chiesa del Santissimo Salvatore
- Chiesa dei Tre Re
- Oratorio dei Diecimila Martiri
- Oratorio dell'Immacolatella
- Oratorio della Carità di San Pietro
- Oratorio del Carminello
- Oratorio della Compagnia dei Bianchi
- Oratorio di San Giuseppe dei Falegnami
- Oratorio dei Santi Pietro e Paolo
- Oratorio del Rosario di San Domenico
- Oratorio del Rosario di Santa Cita
- Oratorio delle Dame
- Oratorio di San Lorenzo
- Oratorio di San Mercurio
- Oratorio di Santa Caterina d'Alessandria
- Oratorio di Santo Stefano protomartire

### Architetture civili

#### Fontane
- Fontana del Cavallo marino
- Fontana del Garraffello
- Fontana del Garraffo

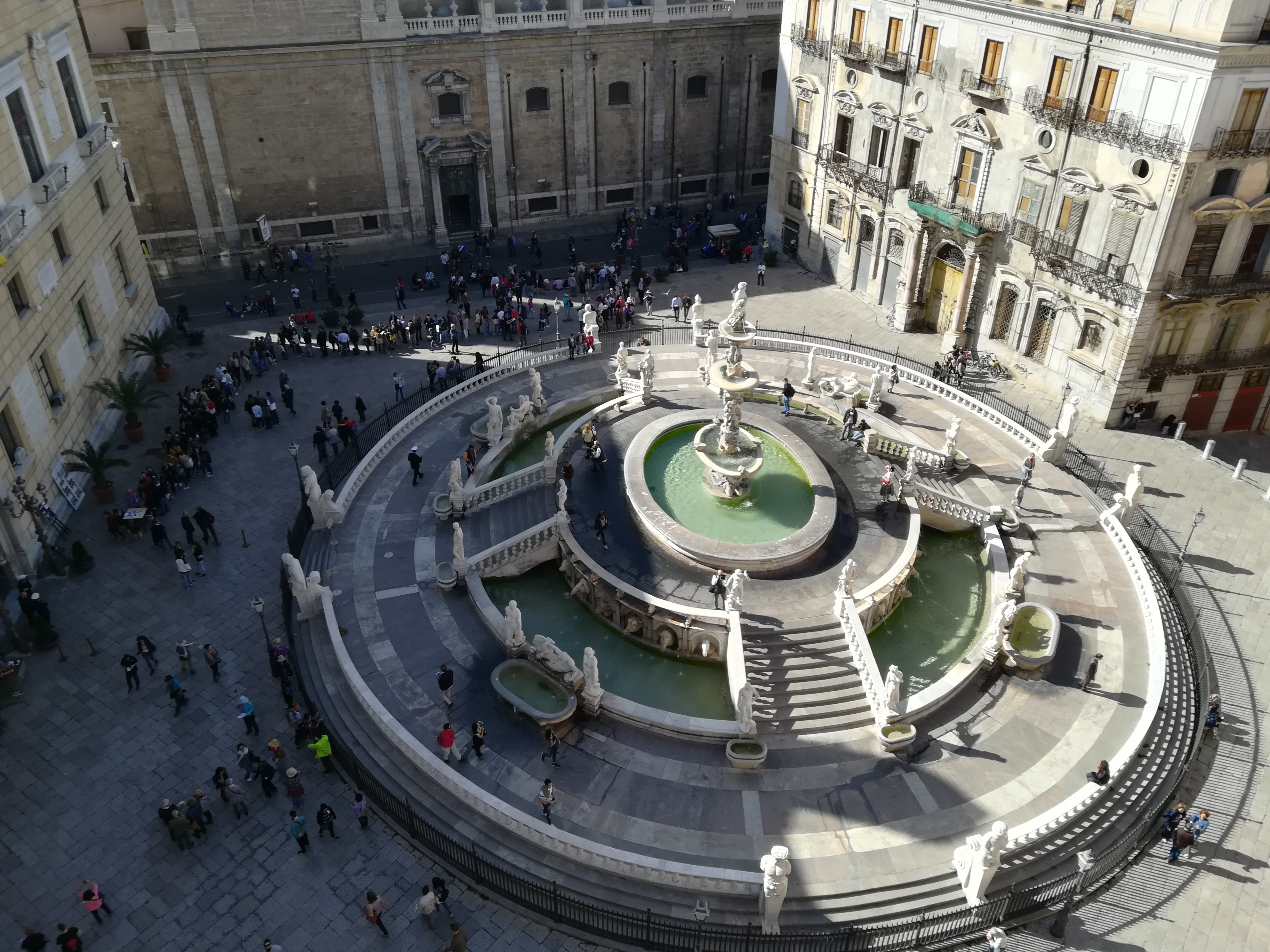
Fontana di Piazza Pretoria

- Fontana del Genio di Piazza Rivoluzione
- Fontana del Genio a villa Giulia
- Fontana della Doganella
- Fontana Pretoria
- Fontane di piazza San Francesco

#### Palazzi
- Hotel de France
- Palazzetto Mirto
- Palazzo Abatellis
- Palazzo Ajutamicristo
- Palazzo Alliata di Pietratagliata
- Palazzo Alliata di Villafranca
- Palazzo Arcivescovile
- Palazzo Artale
- Palazzo Asmundo
- Palazzo Belmonte-Riso
- Palazzo Bonagia
- Palazzo Bonocore
- Palazzo Bordonaro
- Palazzo Branciforte
- Palazzo Butera
- Palazzo Campofranco
- Palazzo Castrone-Santa Ninfa
- Palazzo Chiaramonte-Steri
- Palazzo Comitini
- Palazzo Conte Federico
- Palazzo Corvino di Mezzojuso
- Palazzo Damiani
- Palazzo dei Normanni

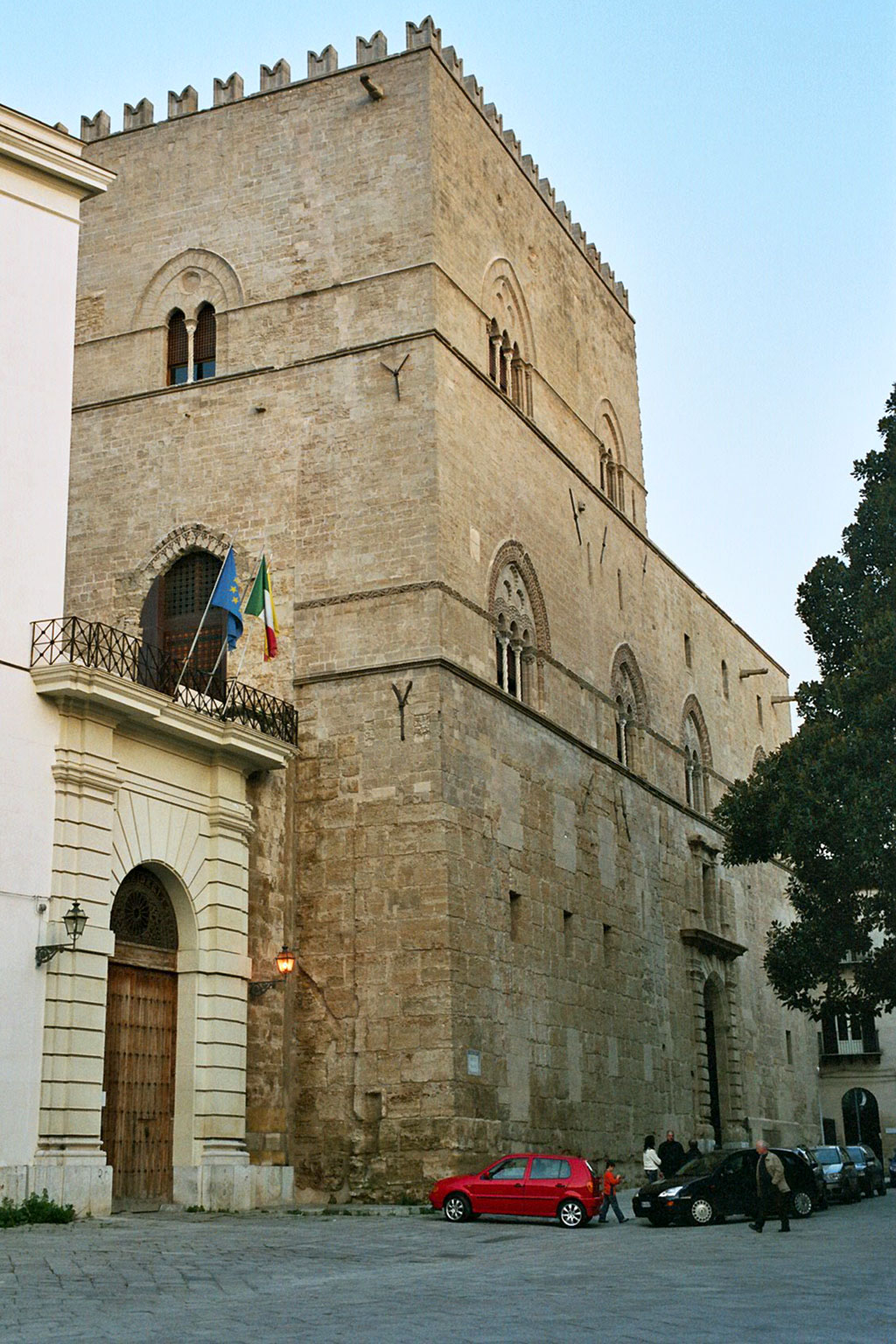
Palazzo Chiaramonte-Steri

- Palazzo Drago Ajroldi di Santacolomba
- Palazzo Fatta
- Palazzo Forcella De Seta
- Palazzo Galletti di Santa Marina
- Palazzo Gravina di Palagonia
- Palazzo Grima Battifora
- Palazzo Gualbes
- Palazzo Isnello
- Palazzo Jung
- Palazzo Lanza Tomasi
- Palazzo Mirto
- Palazzo Moncada di Paternò
- Palazzo Natoli
- Palazzo Pretorio (o Palazzo delle Aquile)
- Palazzo Roccella
- Palazzo Sambuca
- Palazzo Sant'Elia
- Palazzo Scavuzzo
- Palazzo Sclafani
- Palazzo Trabucco della Torretta
- Palazzo Valguarnera-Gangi

#### Porte
- Porta Carbone
- Porta Carini
- Porta dei Greci

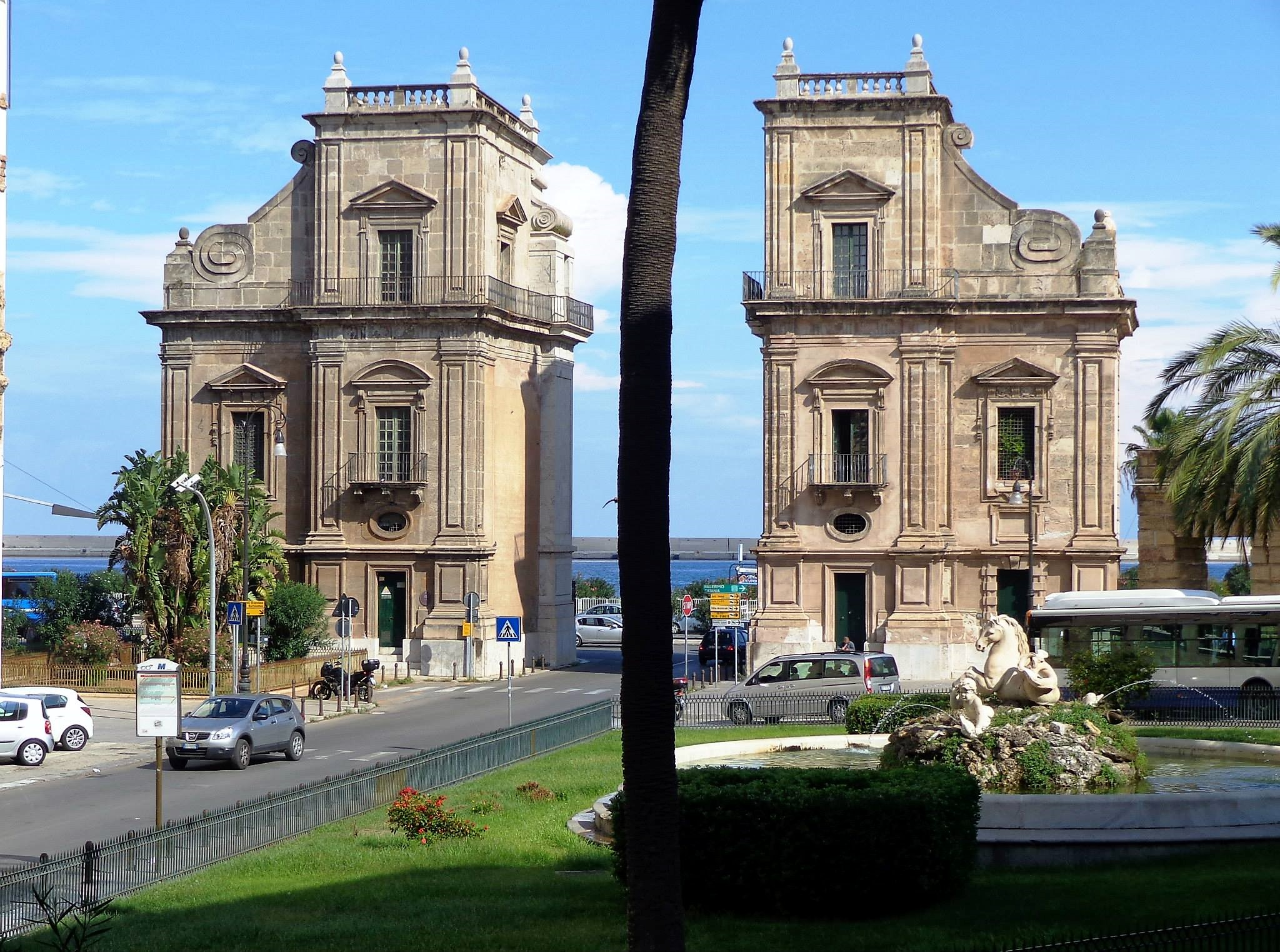
Porta Felice

- Porta delle Vittorie (oggi Porta Reale)
- Porta di Castro
- Porta di Vicari
- Porta Felice
- Porta Nuova
- Porta Sant'Agata

### Altro

#### Giardini
- Giardino Garibaldi
- Giardino dei Giusti
- Orto botanico di Palermo
- Villa Bonanno
- Villa Giulia

#### Piazze

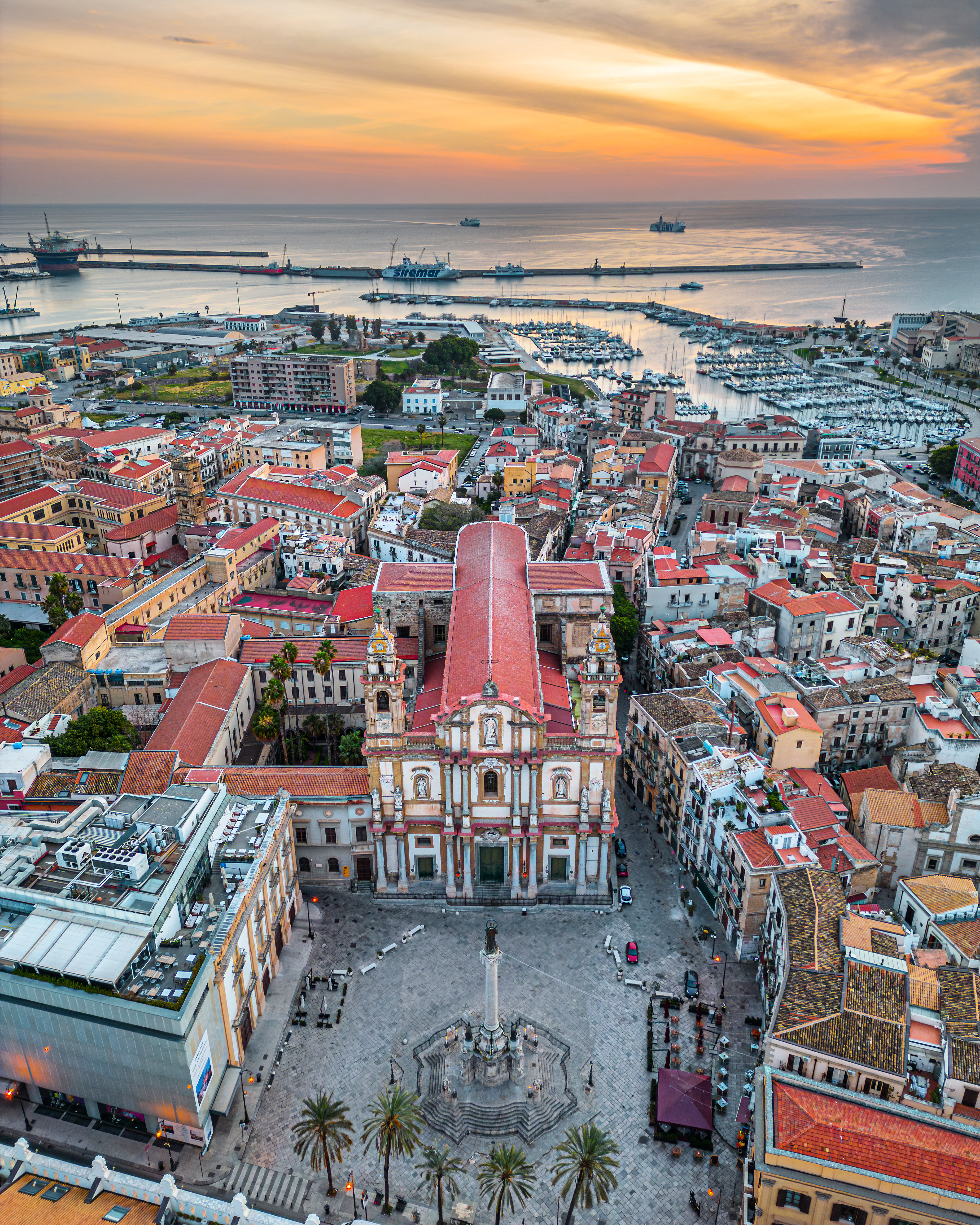
Piazza San Domenico dall'alto

- Piazza Bologni
- Piazza Caracciolo
- Piazza del Parlamento
- Piazza Garraffello
- Piazza Magione
- Piazza Marina
- Piazza Pretoria
- Piazza San Domenico
- Piazza della Vittoria
- Piazza Vigliena (o Quattro Canti)

#### Sculture e statue celebrative
- Colonna dell'Immacolata
- Teatro marmoreo (monumento a Filippo V di Spagna)

#### Strade

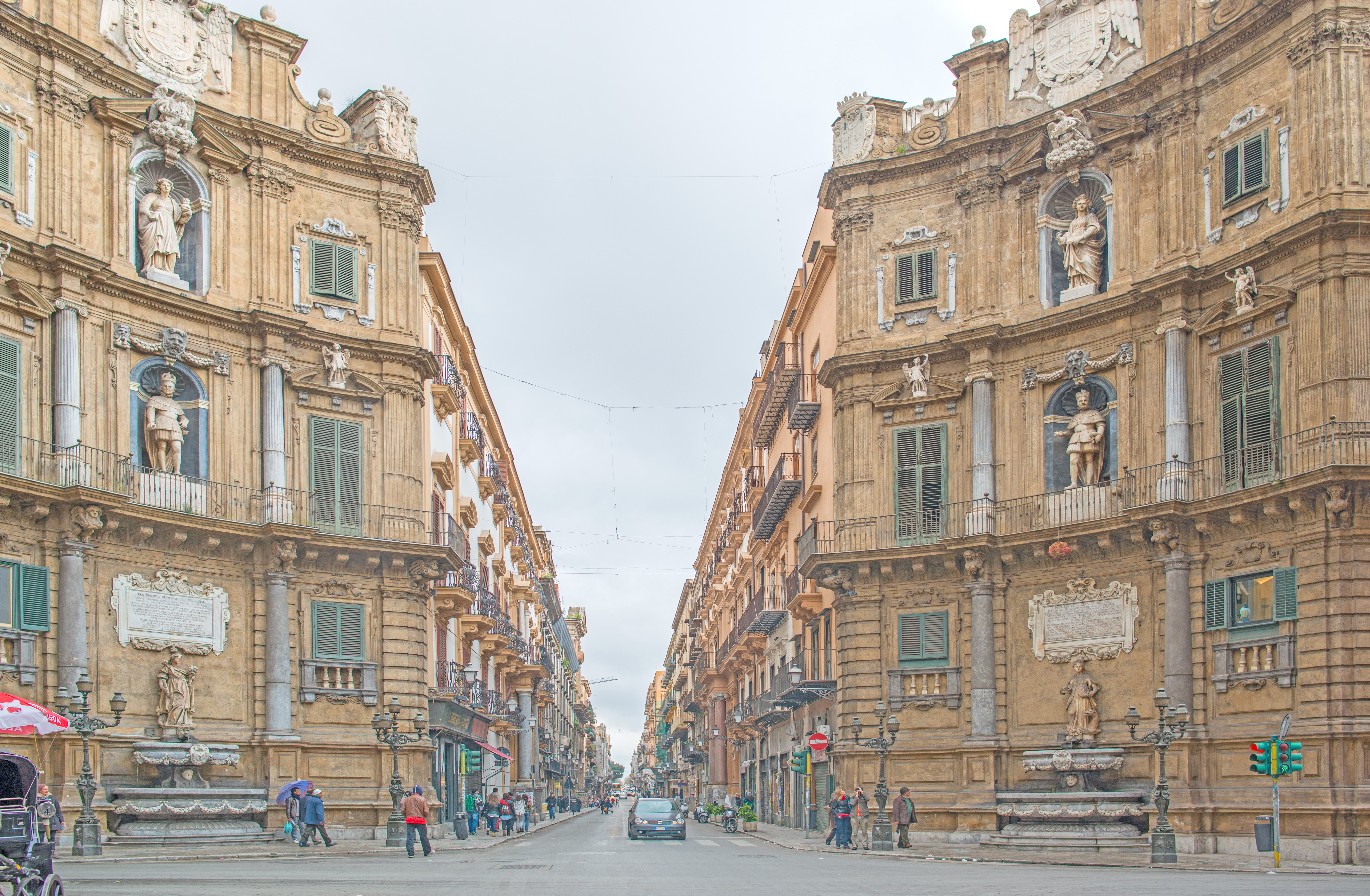
Scorcio di via Maqueda da piazza Vigliena

- Cassaro (oggi corso Vittorio Emanuele)
- Via Maqueda
- Via Lincoln
- Via Roma (nel tratto compreso da Piazza Giulio Cesare fino all'incrocio con via Cavour)

### Aree naturali
All'interno del quartiere la Loggia è situato il parco archeologico del Castellammare, area verde inaugurata nel 2009 ed estesa per 45.000 m². In una porzione del sito è stato istituito, nel 2023, il Marina Yachting Palermo. 

## Cultura

### Istruzione

#### Biblioteche
- Archivio Storico Comunale, in via Maqueda;
- Biblioteca comunale, all'interno di Casa Professa;
- Biblioteca della Galleria d'Arte Moderna, in via Sant'Anna.

#### Università
All'interno del Palazzo Chiaramonte-Steri ha sede il rettorato dell'Università degli Studi di Palermo. In via Maqueda è posta la facoltà di giurisprudenza.

#### Musei
In via Sant'Anna, nel quartiere Kalsa, è ubicata la galleria d'arte moderna Empedocle Restivo, all'interno di un complesso formato da due edifici: l'ex convento francescano della chiesa di Sant'Anna la Misericordia, in stile barocco, e l'attiguo Palazzo Bonet in stile gotico catalano. 

## Geografia antropica

### Morfologia
Il centro storico di Palermo è suddiviso in quattro quartieri storici detti mandamenti: Kalsa, Albergheria, Seralcadio e La Loggia.
Attualmente i quartieri corrispondono alle prime 4 unità del primo livello di Palermo.
Tale suddivisione risale alle modifiche urbanistiche introdotte dai governanti spagnoli tra il XVI ed il XVII secolo: fu la costruzione di via Maqueda che, tagliando longitudinalmente il Cassaro divise lo spazio urbano in quattro aree.
Ogni mandamento aveva una propria santa patrona (fino al 1624, anno in cui Santa Rosalia divenne patrona dell'intera città) ed un suo stemma:
- La Kalsa (o Mandamento Tribunali) aveva come patrona Sant'Agata e il suo stemma era il fiore della rosa
- L'Albergheria (o Mandamento Palazzo Reale) aveva come patrona Santa Cristina e il suo stemma era un serpente verde in campo oro
- Il Seralcadio (o Mandamento Monte di Pietà) aveva come patrona Santa Ninfa e il suo stemma era Ercole che atterra il leone
- La Loggia (o Mandamento Castellamare) aveva come patrona Sant'Oliva e il suo stemma era quello della casa reale d'Austria.

I Quattro Canti fungono da storico punto di convergenza dei mandamenti, con i suoi quattro palazzi monumentali le cui facciate presentano sulla sommità le statue delle patrone, dei re e delle allegorie dei corsi fluviali di Palermo.
Oggi è la circoscrizione più piccola e più antica della città di Palermo, il terreno è contraddistinto da un falsopiano leggermente digradante verso il mare, dove si trova un porto naturale, oggi adibito a porto turistico (la Cala). In passato era diviso da due fiumi, il Kemonia ed il Papireto, interrati ed in parte deviati verso il fiume Oreto. Il sottosuolo è composto quasi esclusivamente da materiali accumulatisi durante i secoli presso la foce dei due fiumi.
È racchiuso all'interno di un quadrilatero di vie che ricalcano, in parte, i fossati delle vecchie mura cittadine.
All'interno della circoscrizione sono dislocati i tre mercati storici della città: Vucciria (nel quartiere La Loggia), Ballarò (nel quartiere Albergheria) e il mercato del Capo (nel quartiere Seralcadio). 

## Infrastrutture e trasporti

### Mobilità urbana
Il centro storico di Palermo è attraversato dalla rete pubblica di autobus gestita dall'azienda municipalizzata AMAT. Dal 2016, nell'area insiste una ZTL i cui varchi sono attivi in diverse fasce orarie: la limitazione del traffico veicolare è accompagnata dalla pedonalizzazione permanente di alcune strade storiche, tra cui via Maqueda e corso Vittorio Emanuele.

## Galleria d'immagini

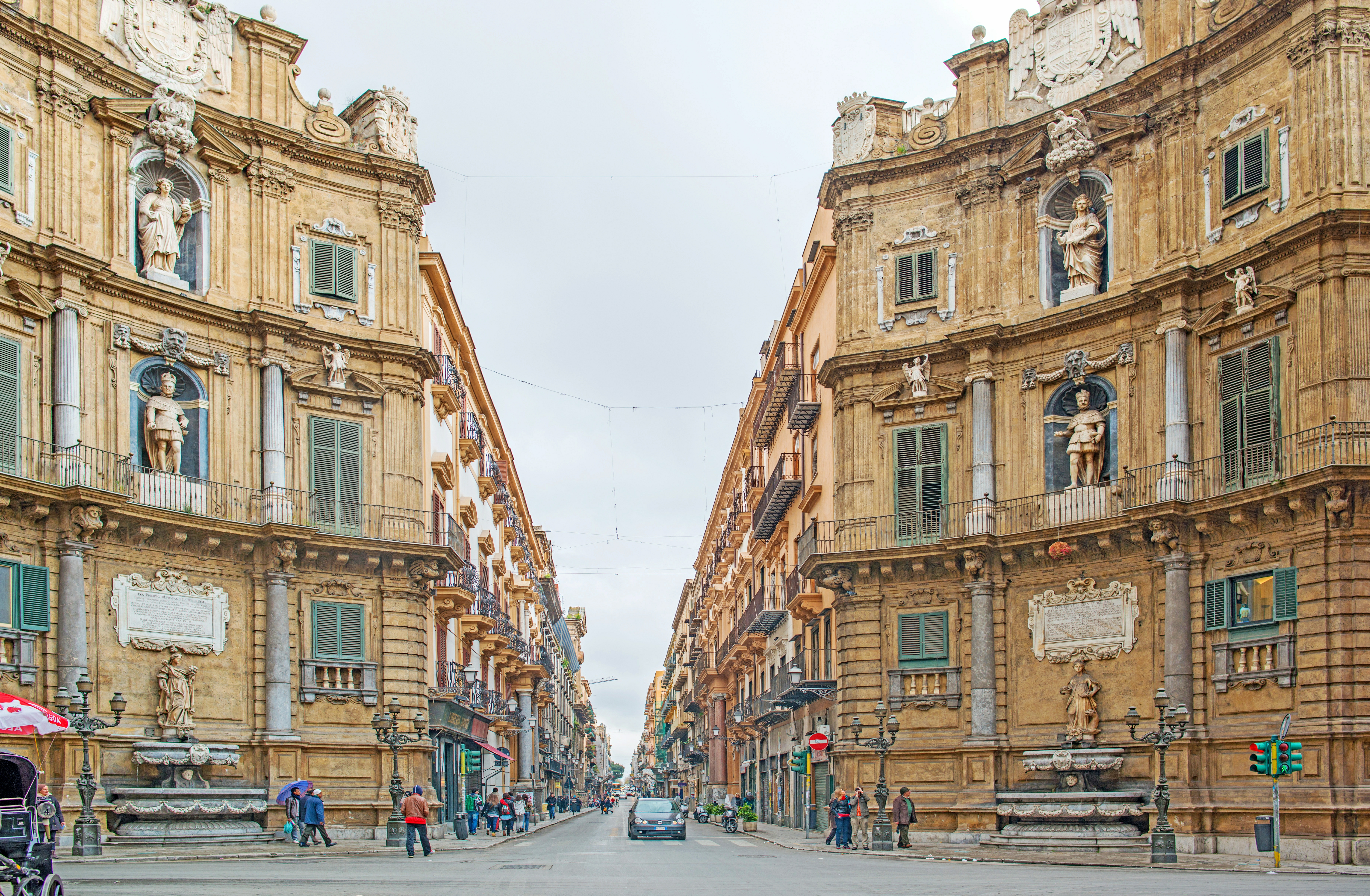
I quattro canti
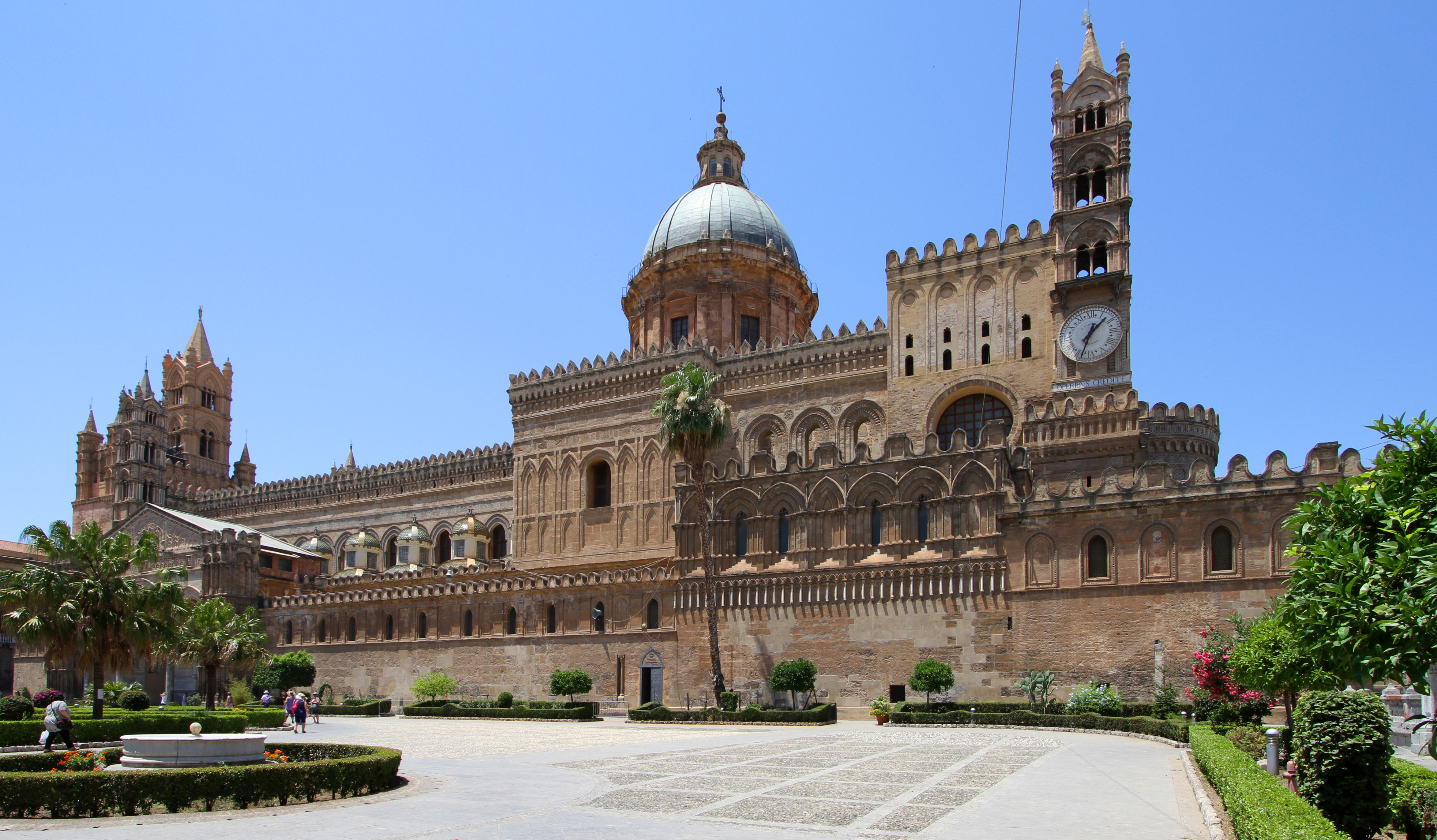
Cattedrale di Palermo
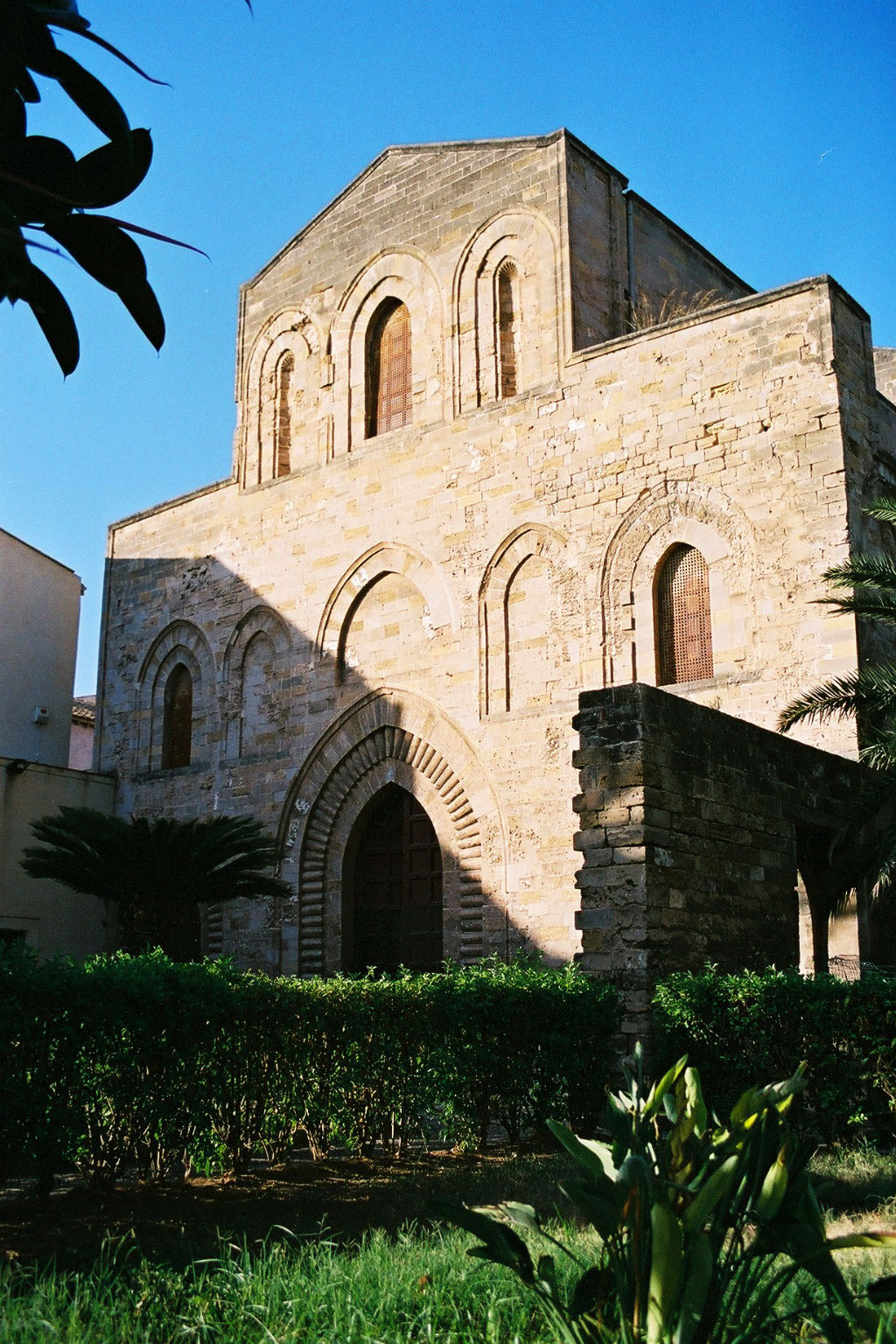
Chiesa della Magione
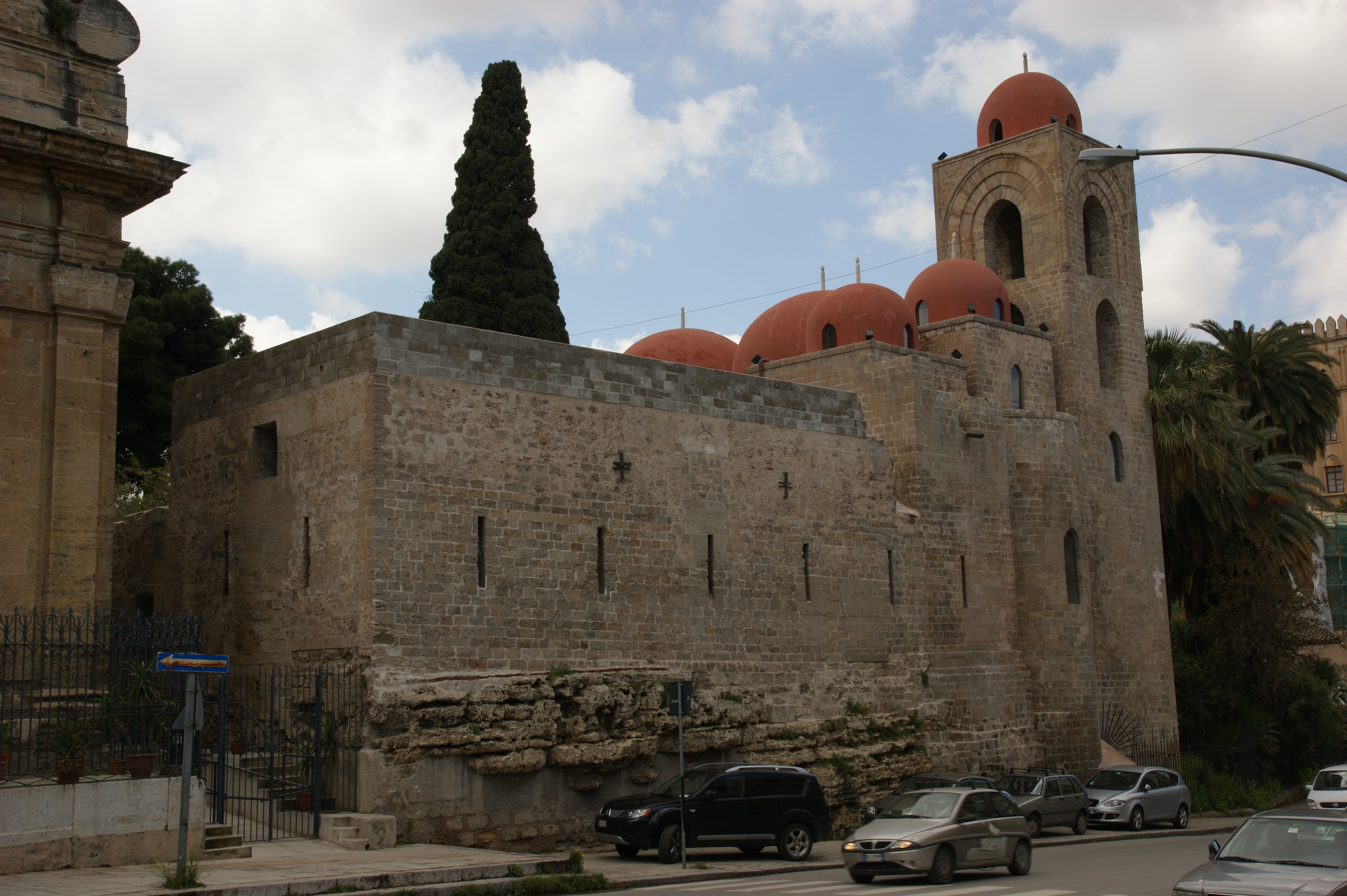
Chiesa di San Giovanni degli Eremiti
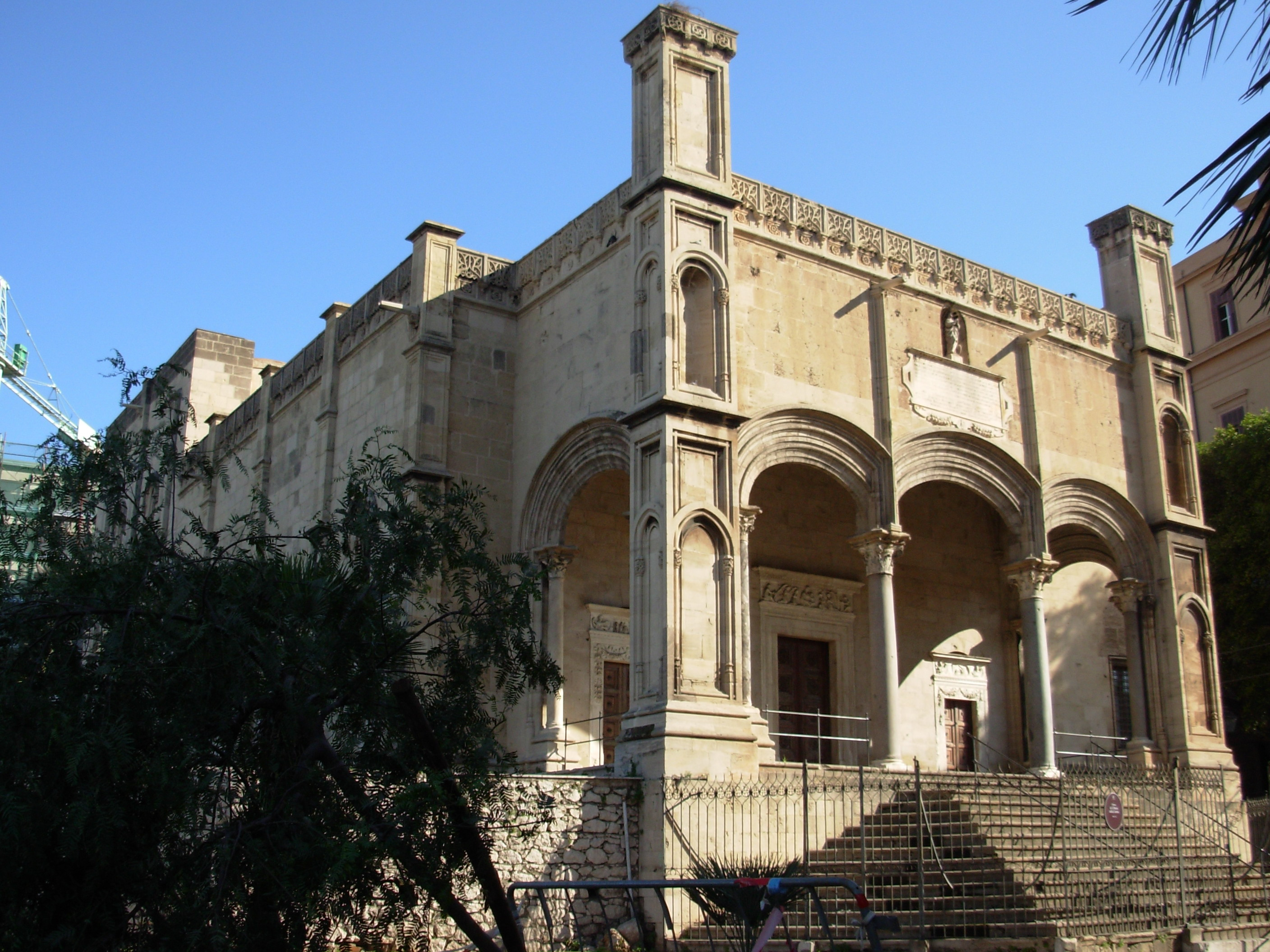
Chiesa di Santa Maria della Catena
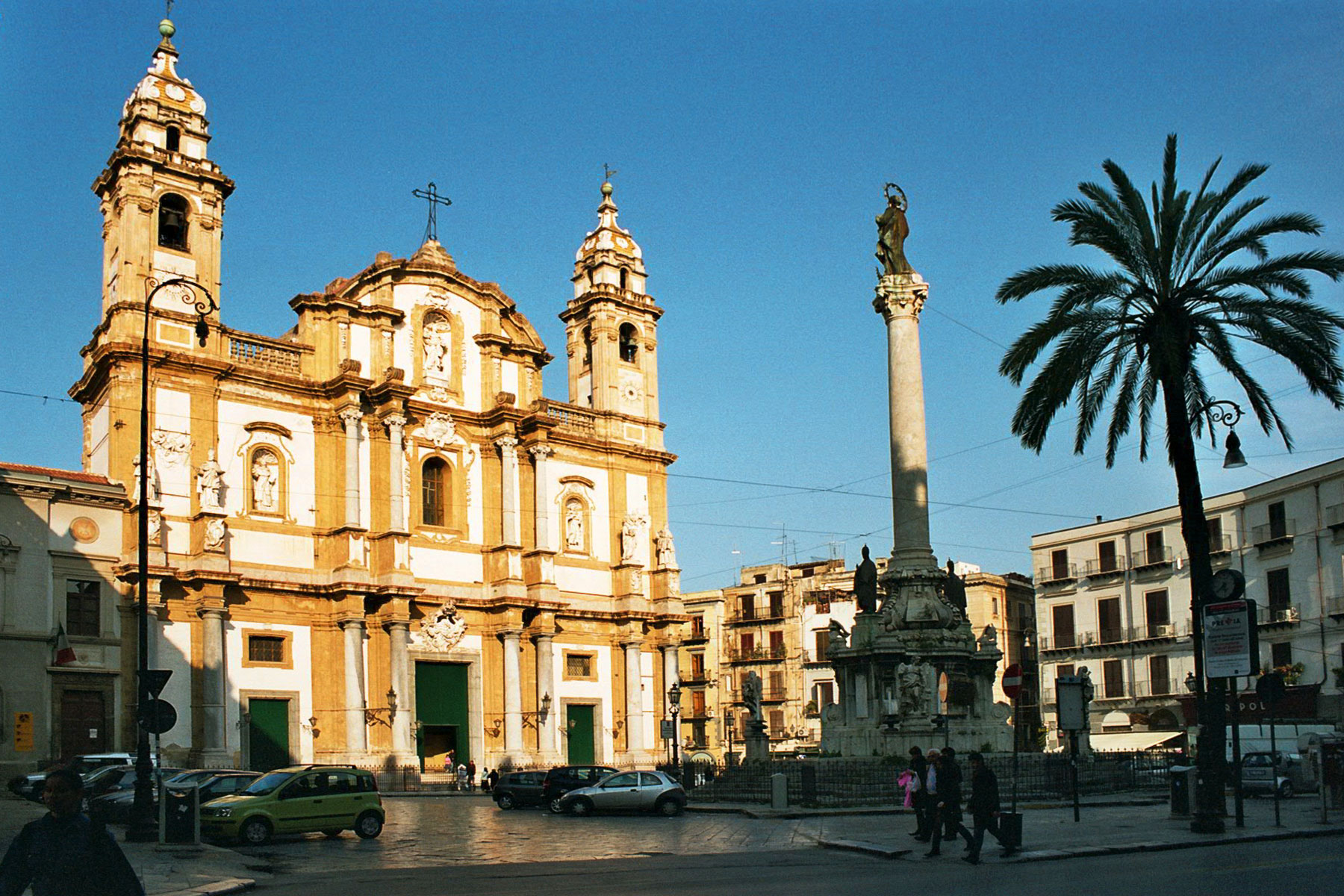
Chiesa di San Domenico
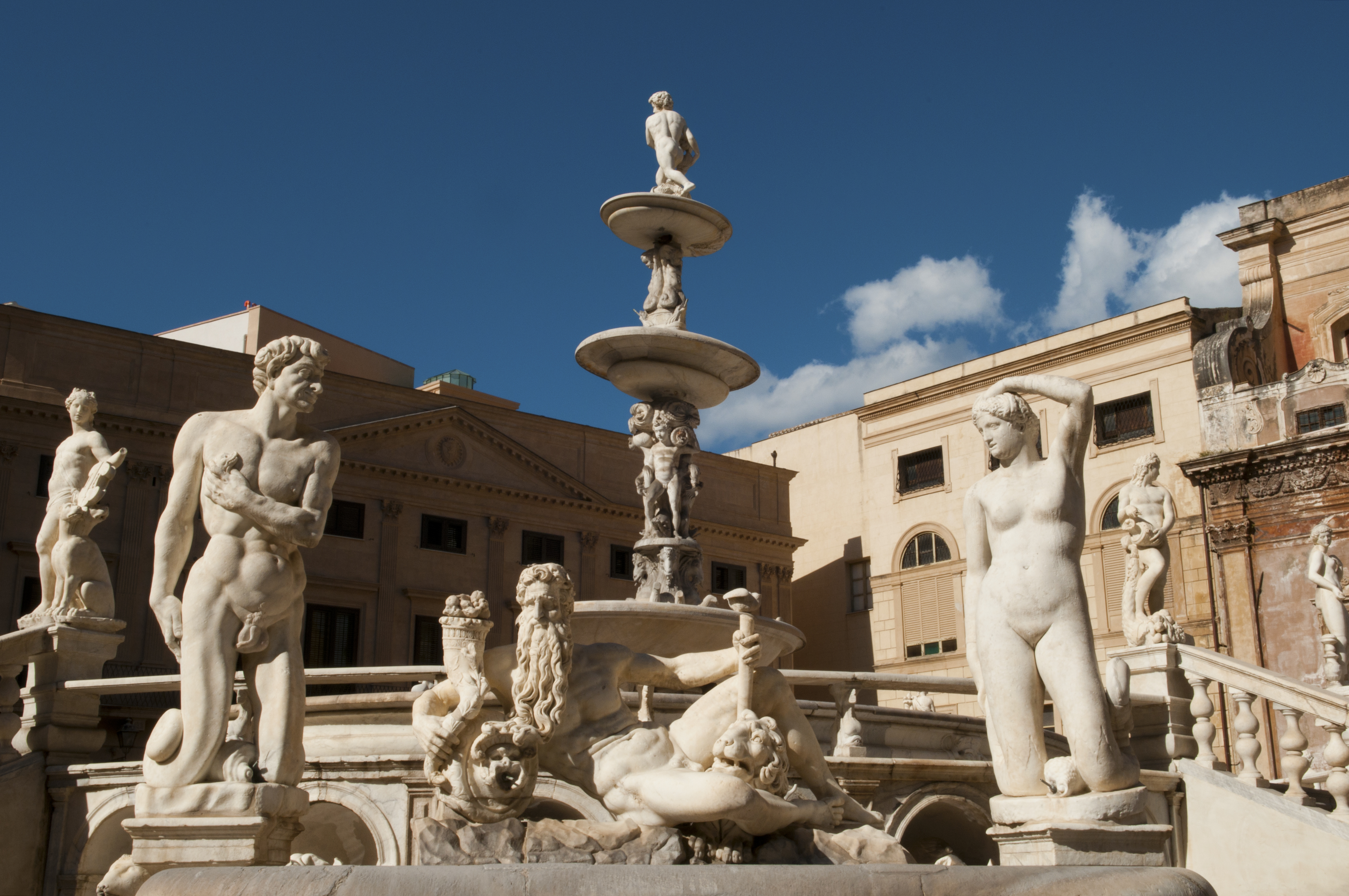
Piazza Pretoria
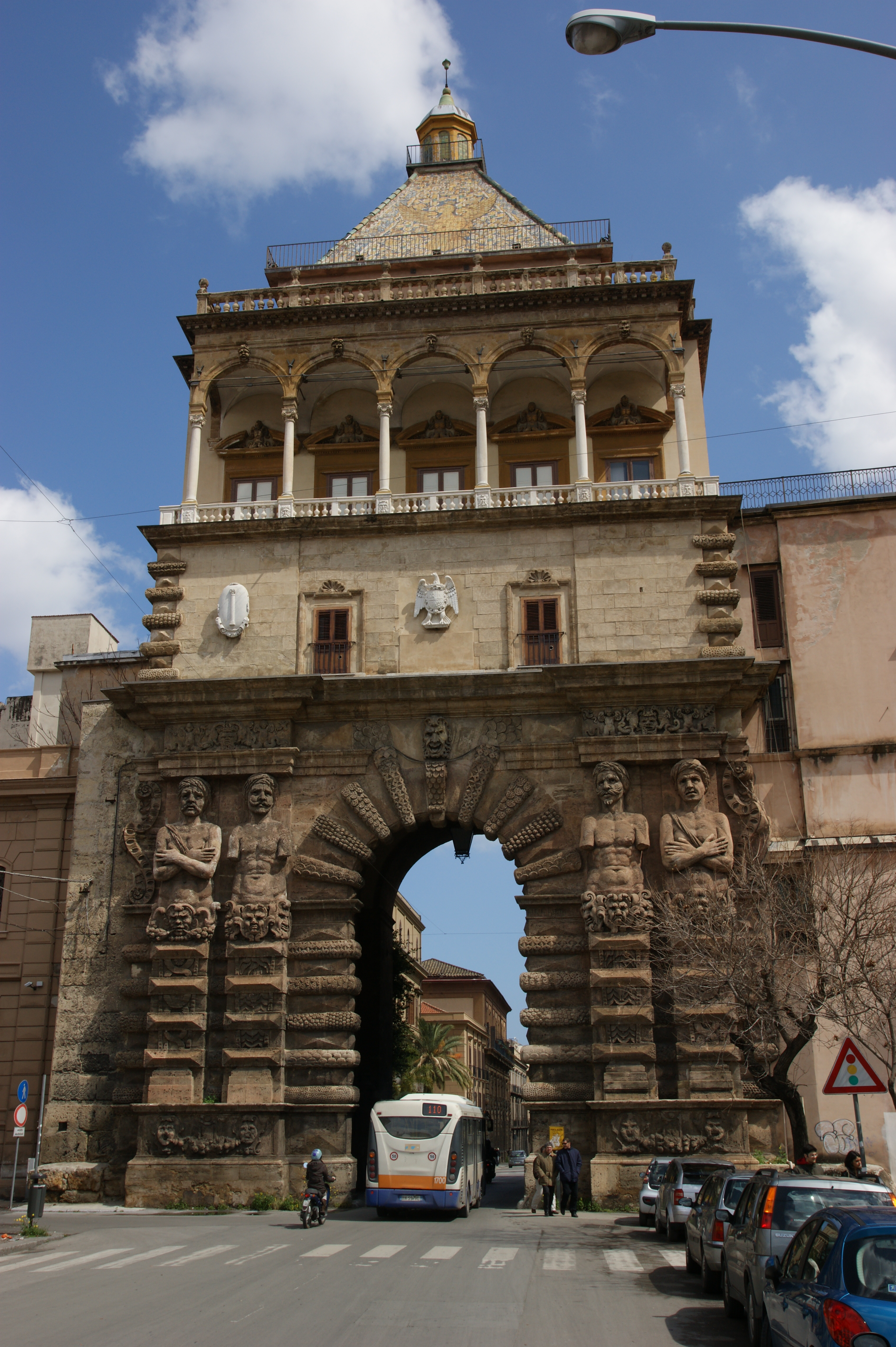
Porta Nuova
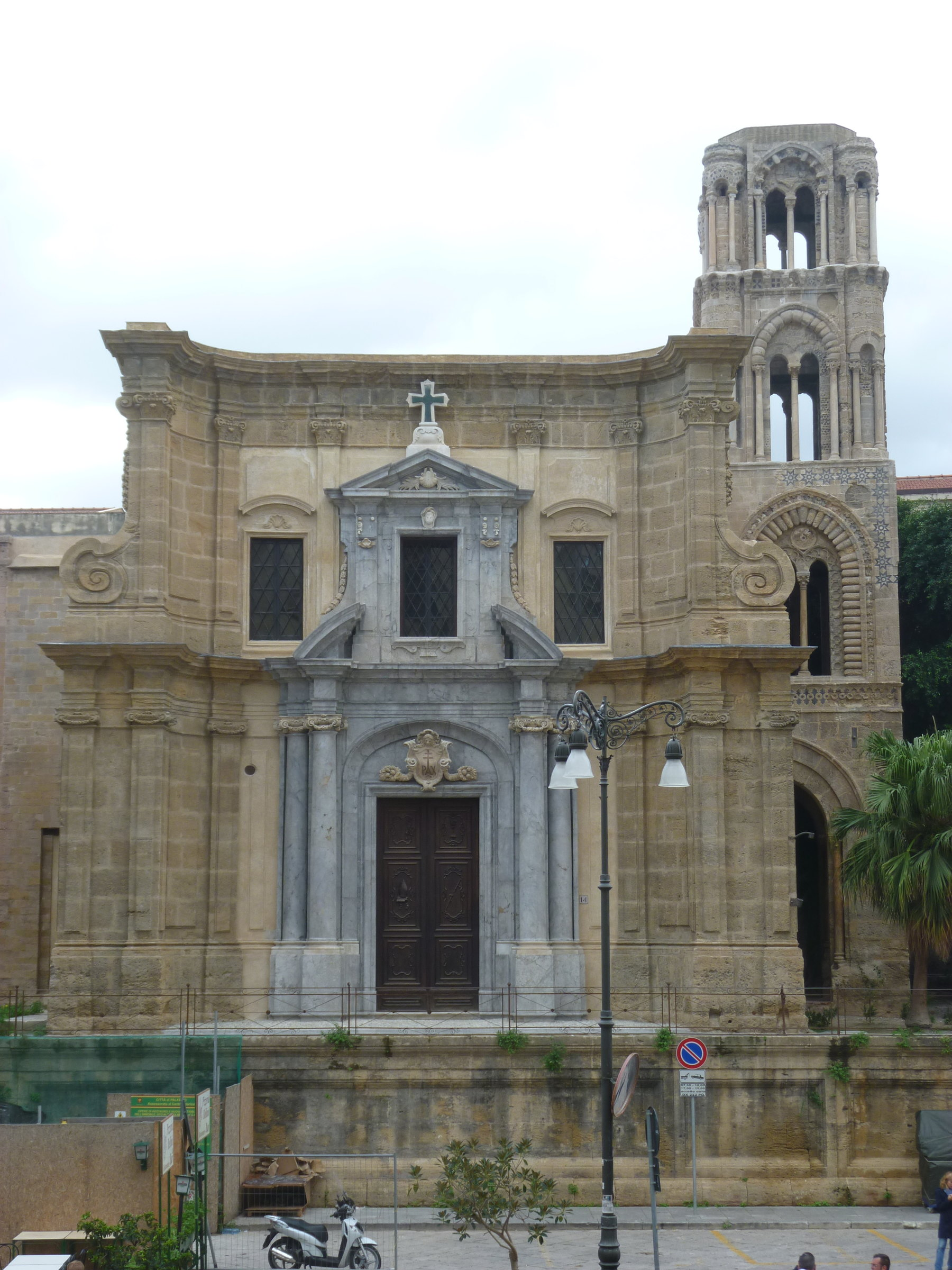
Chiesa della Martorana
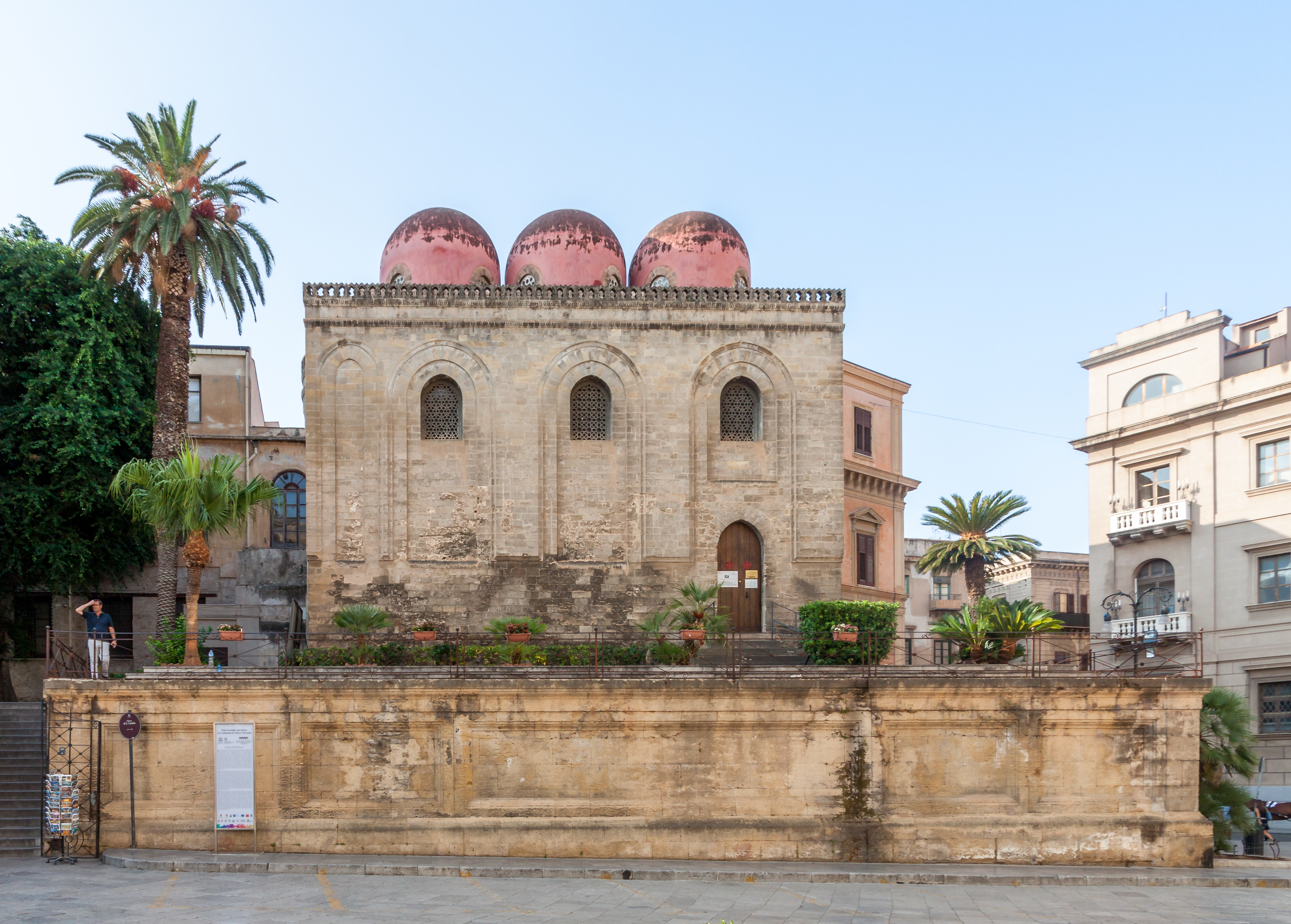
Chiesa di San Cataldo
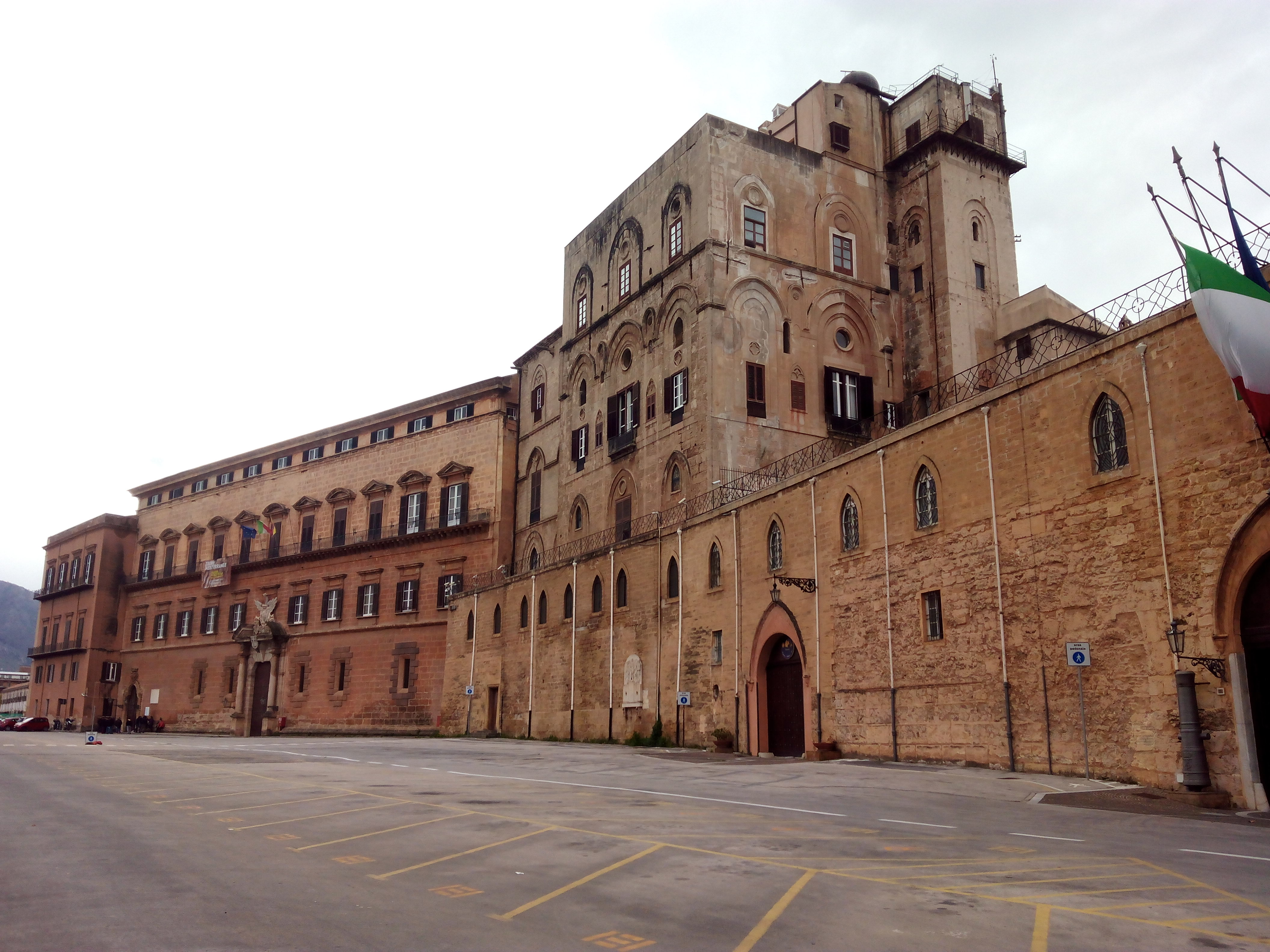
Palazzo dei Normanni
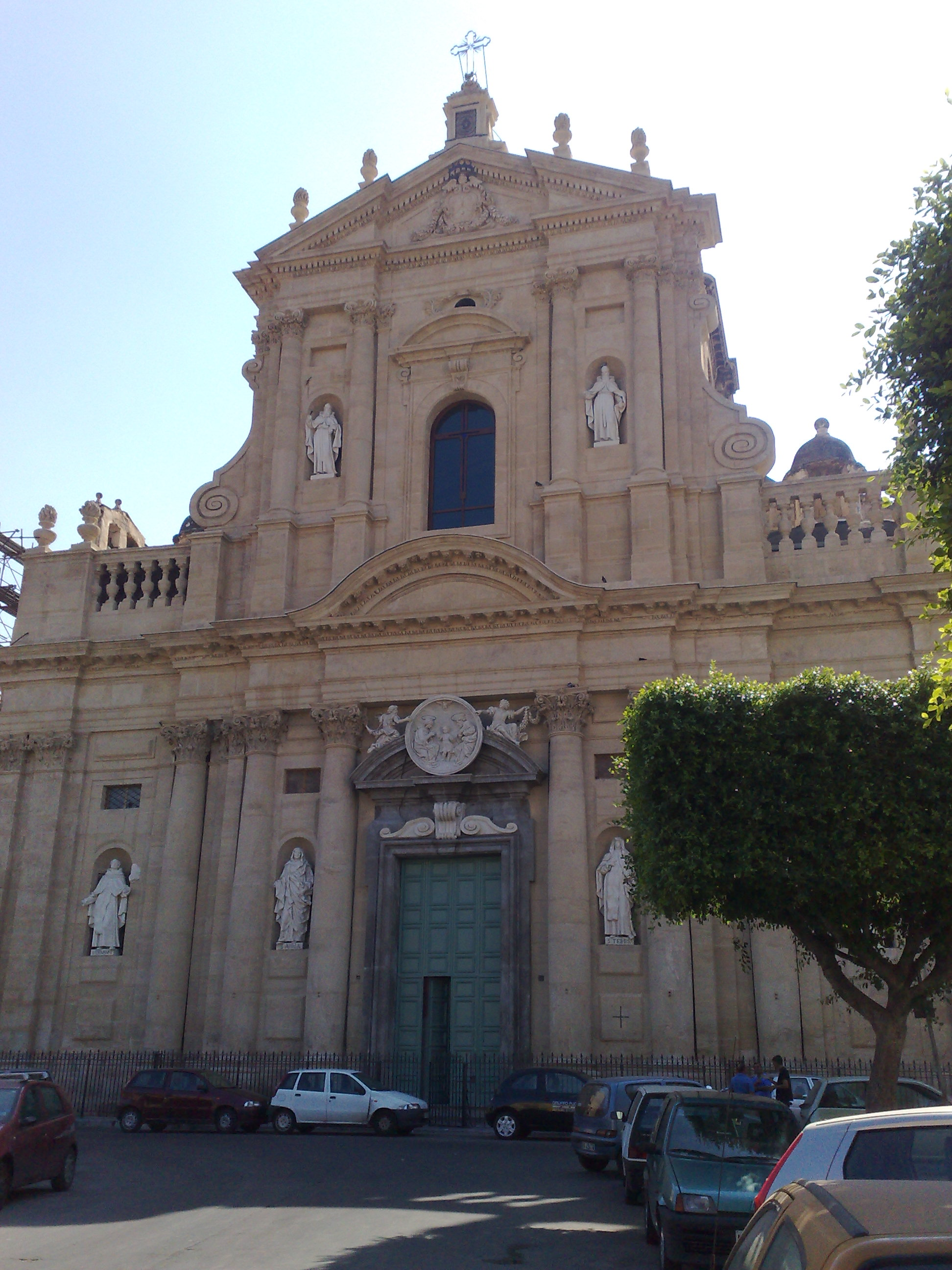
Chiesa di Santa Teresa alla Kalsa
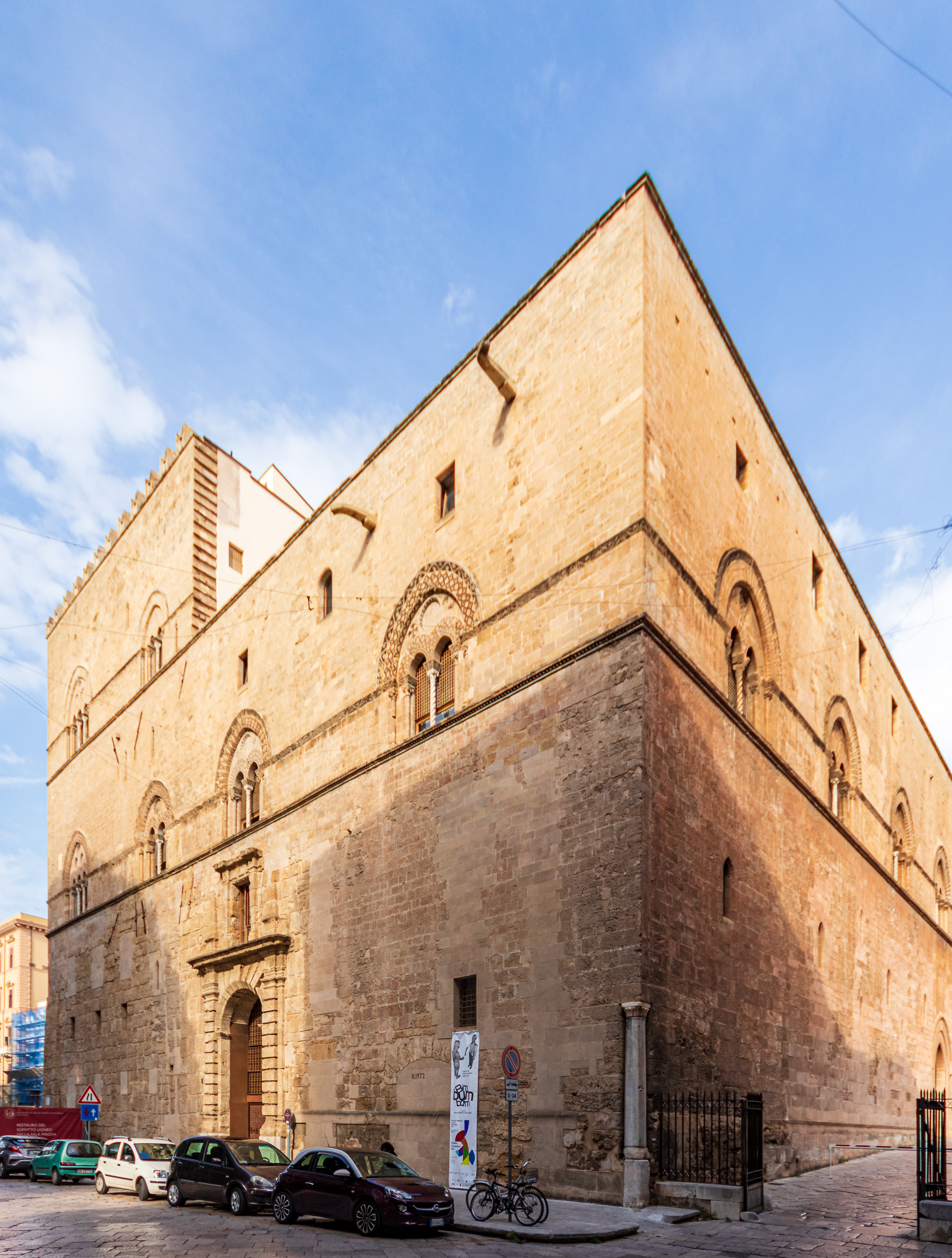
Palazzo Chiaramonte-Steri
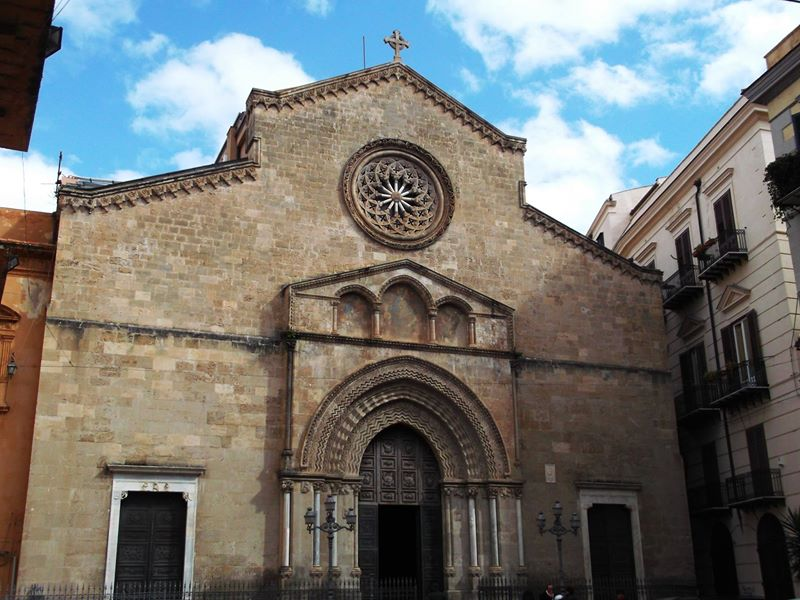
Chiesa di San Francesco d'Assisi